# 鹿児島県の県道一覧
鹿児島県の県道一覧（かごしまけんのけんどういちらん）は、鹿児島県を通る県道の一覧である。

## 概要
鹿児島県においては、路線番号は1972年（昭和47年）8月1日に設定され、1桁および2桁の番号は主要地方道、100番台は越境一般県道、201番以降は鹿児島県内完結一般県道となった。また、主要地方道および一般県道とは別に自転車道の路線番号も設定されている。

## 総延長の最長・最短
- 総延長が最も長い県道 - 県道79号名瀬瀬戸内線（100.742 km）、旧道を含めた場合は県道68号鹿屋吾平佐多線の105.778 kmだが、重用区間・未供用区間を除いた実延長は80.662 km。
- 総延長が最も短い県道 - 県道362号阿久根停車場線（23 m）

## 主要地方道

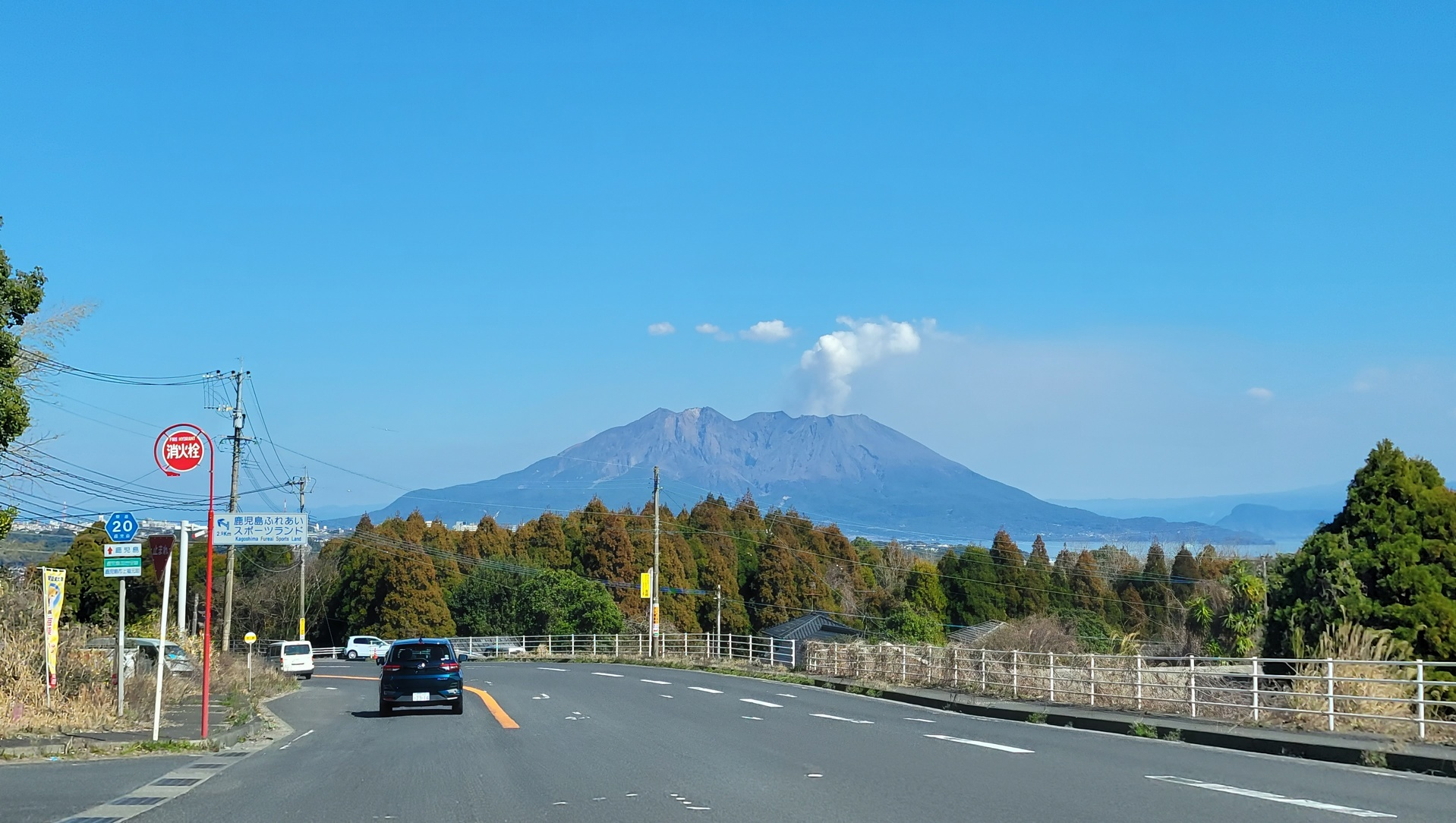
県道20号鹿児島加世田線

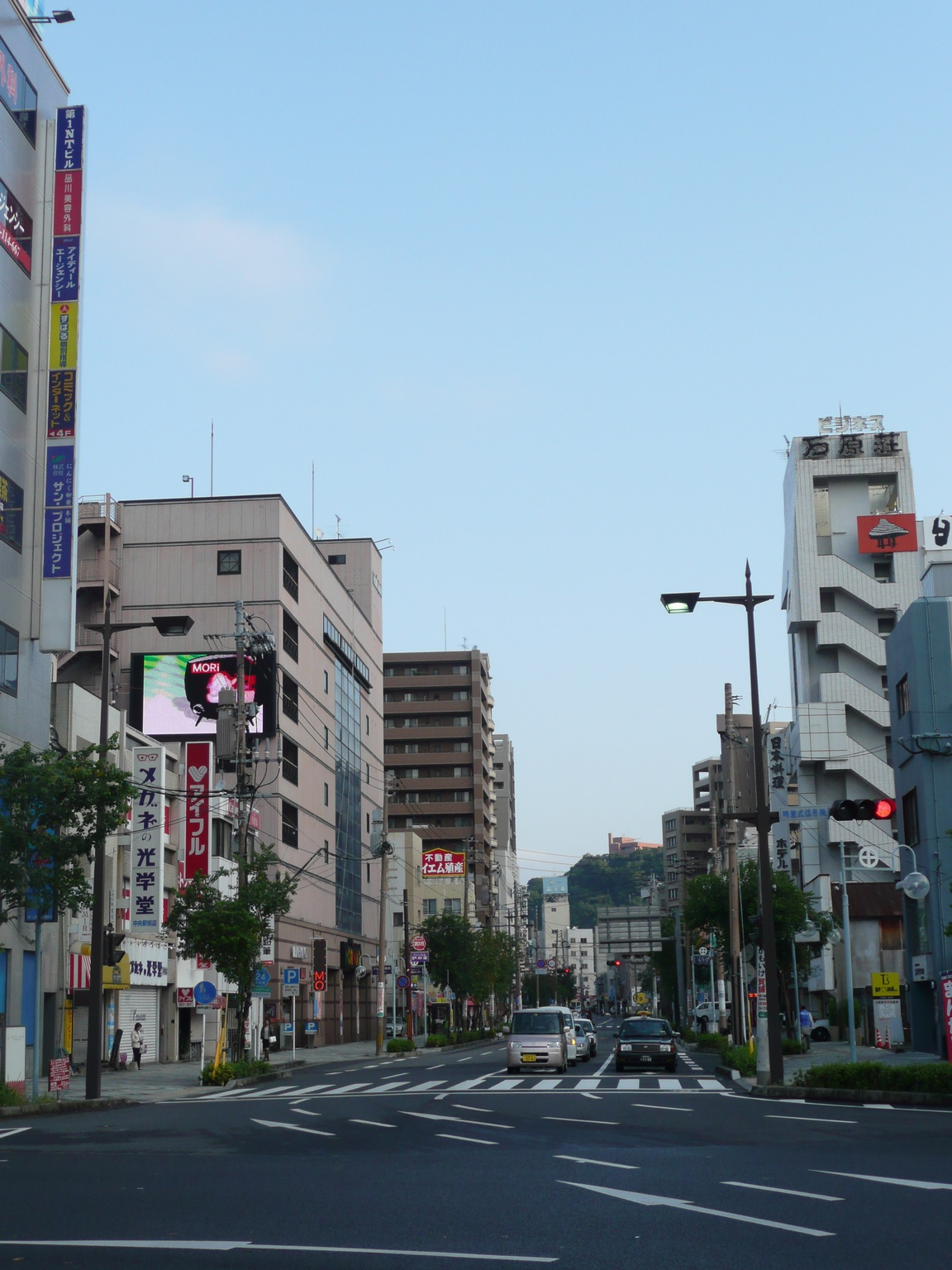
県道24号鹿児島東市来線（鹿児島中央駅前）

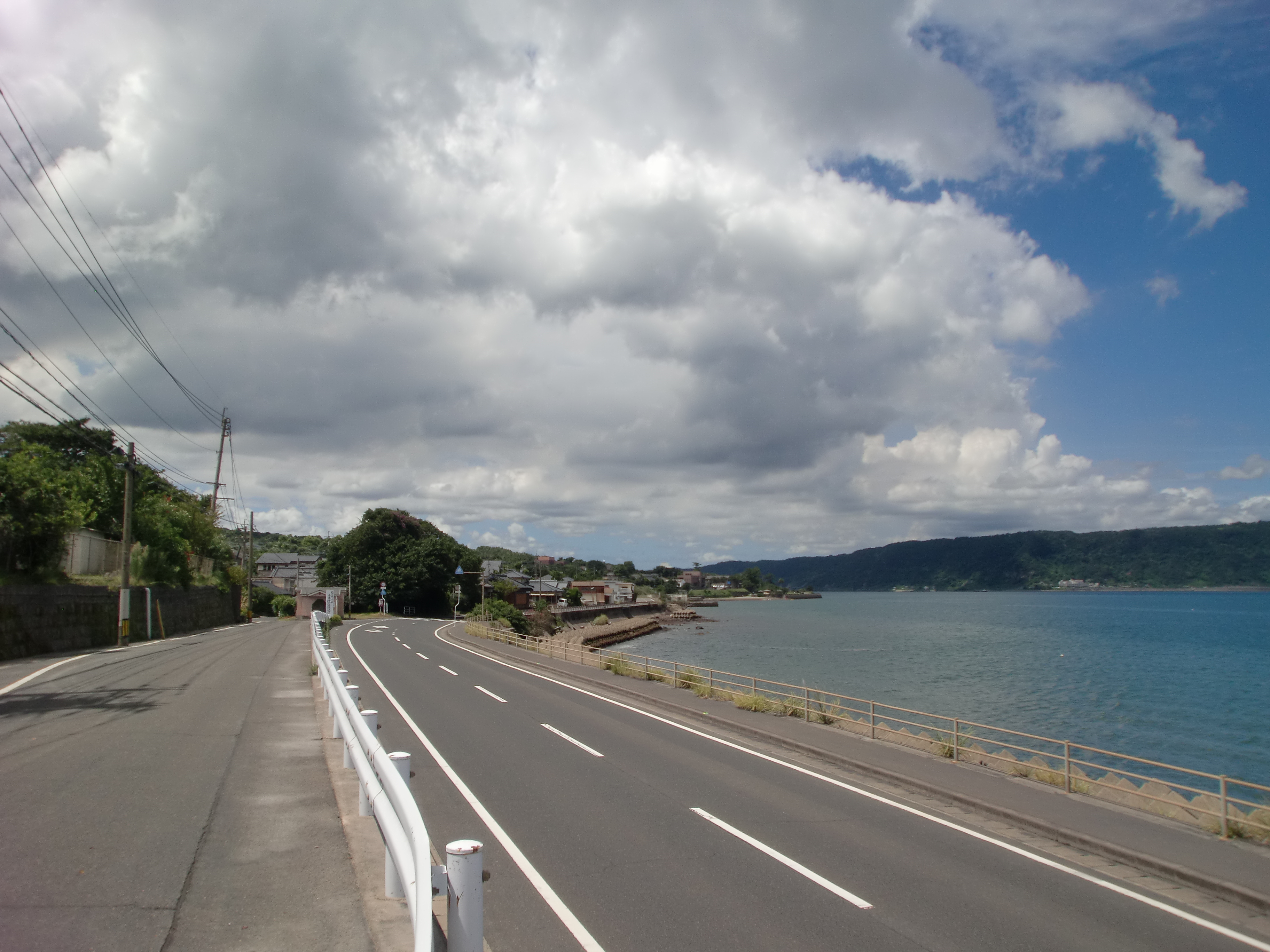
県道26号桜島港黒神線（桜島松浦町）

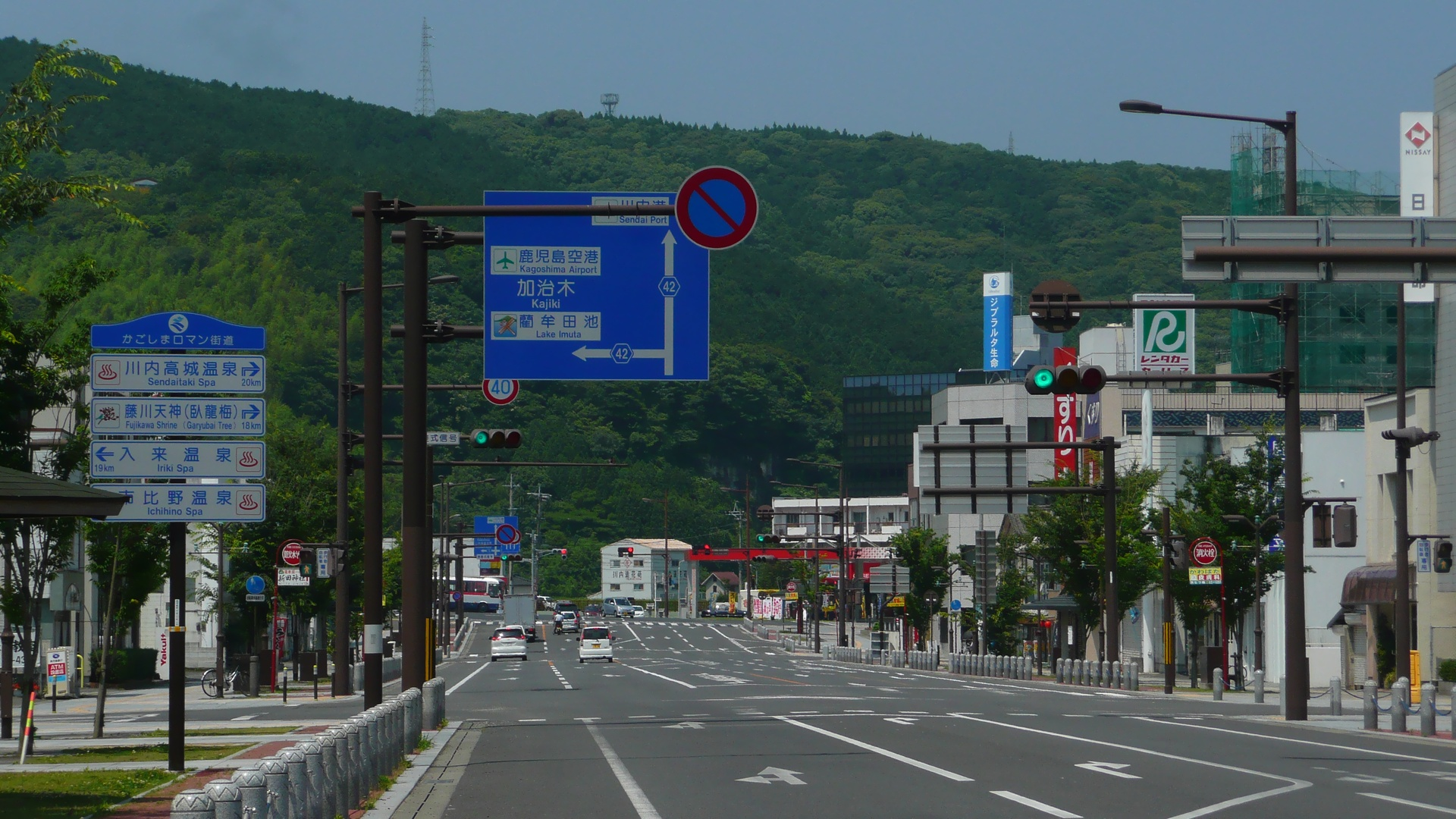
県道42号川内加治木線（川内駅前）

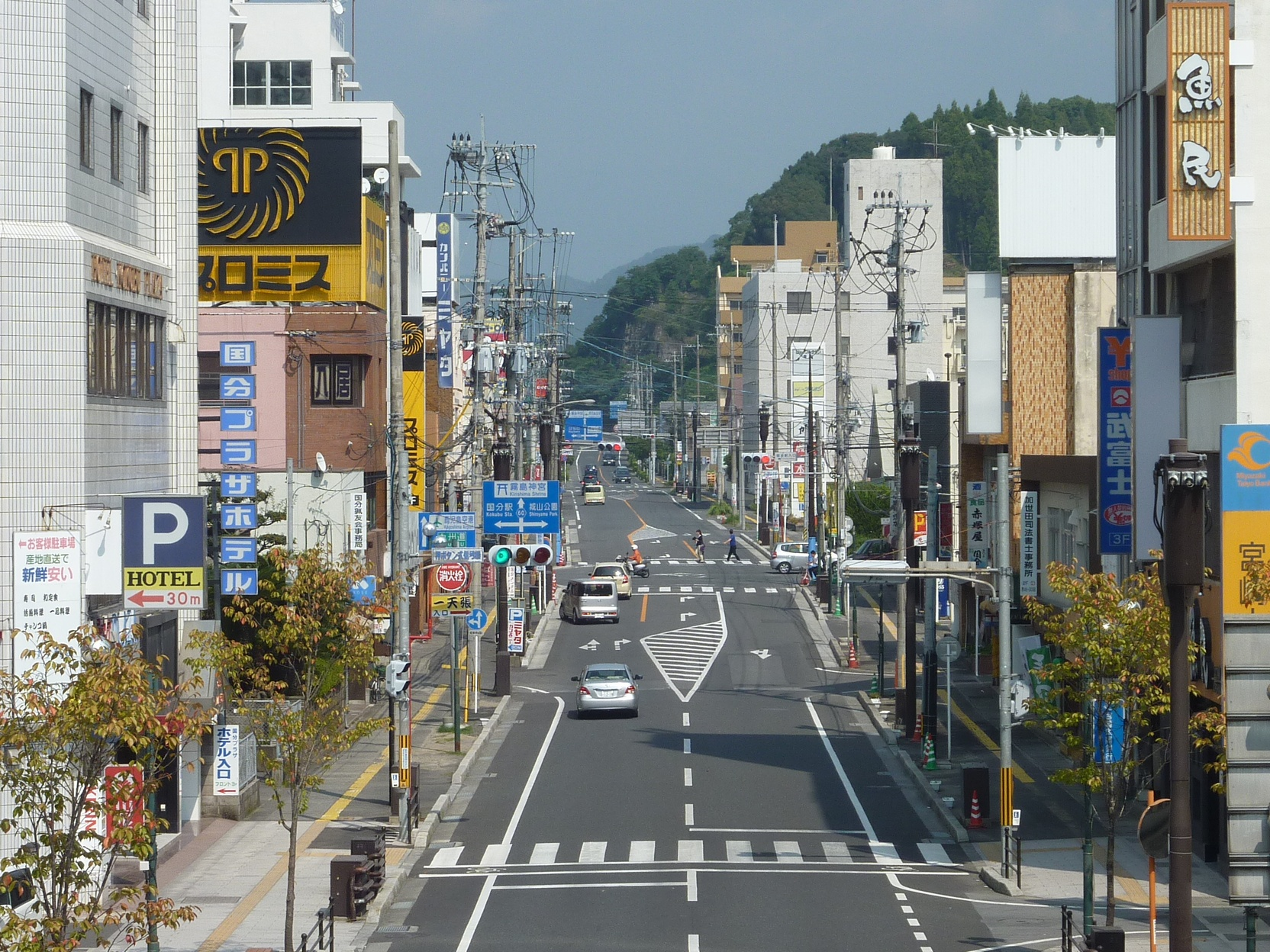
県道60号国分霧島線（霧島市国分中央）

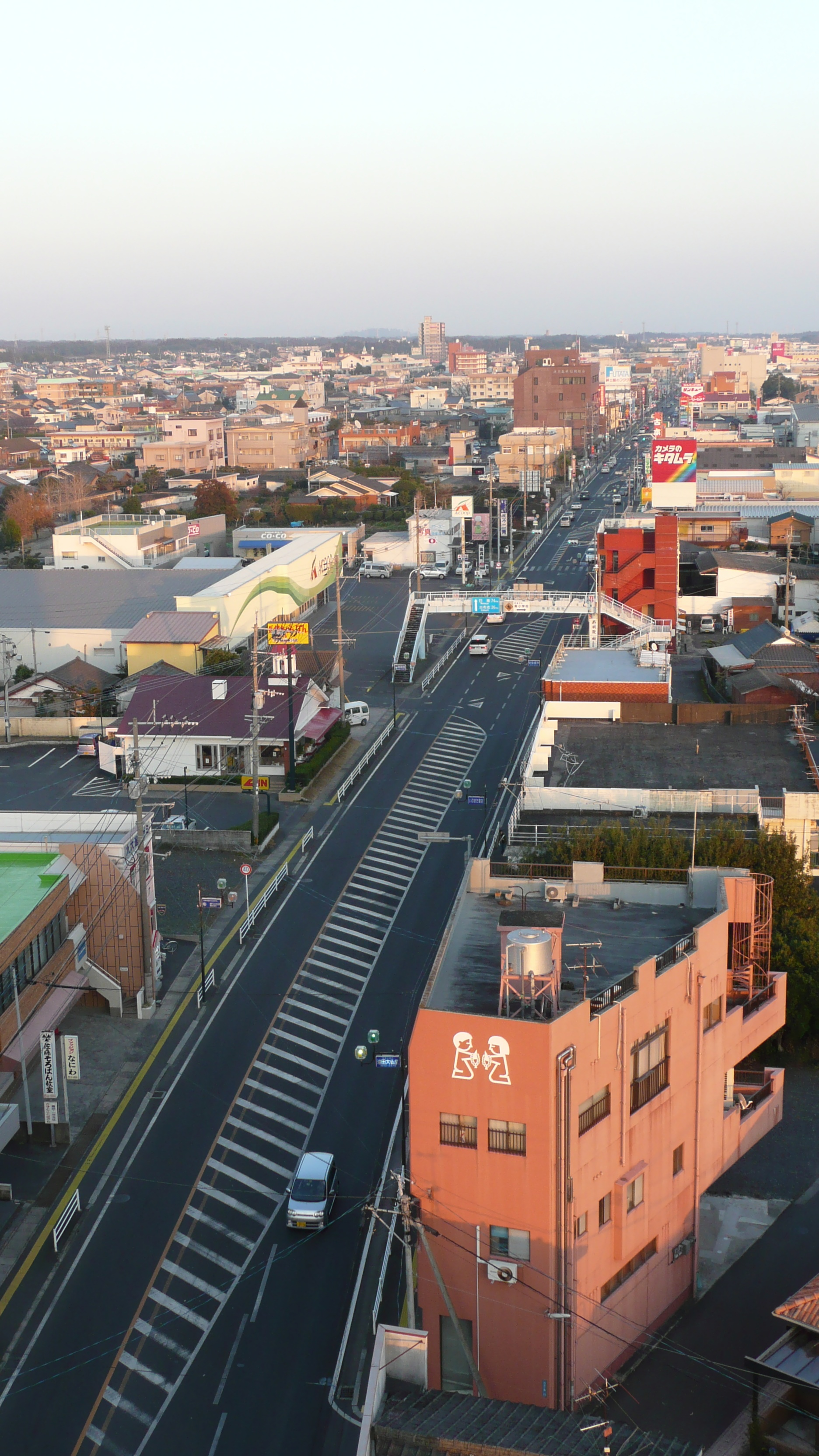
県道68号鹿屋吾平佐多線（鹿屋市寿）

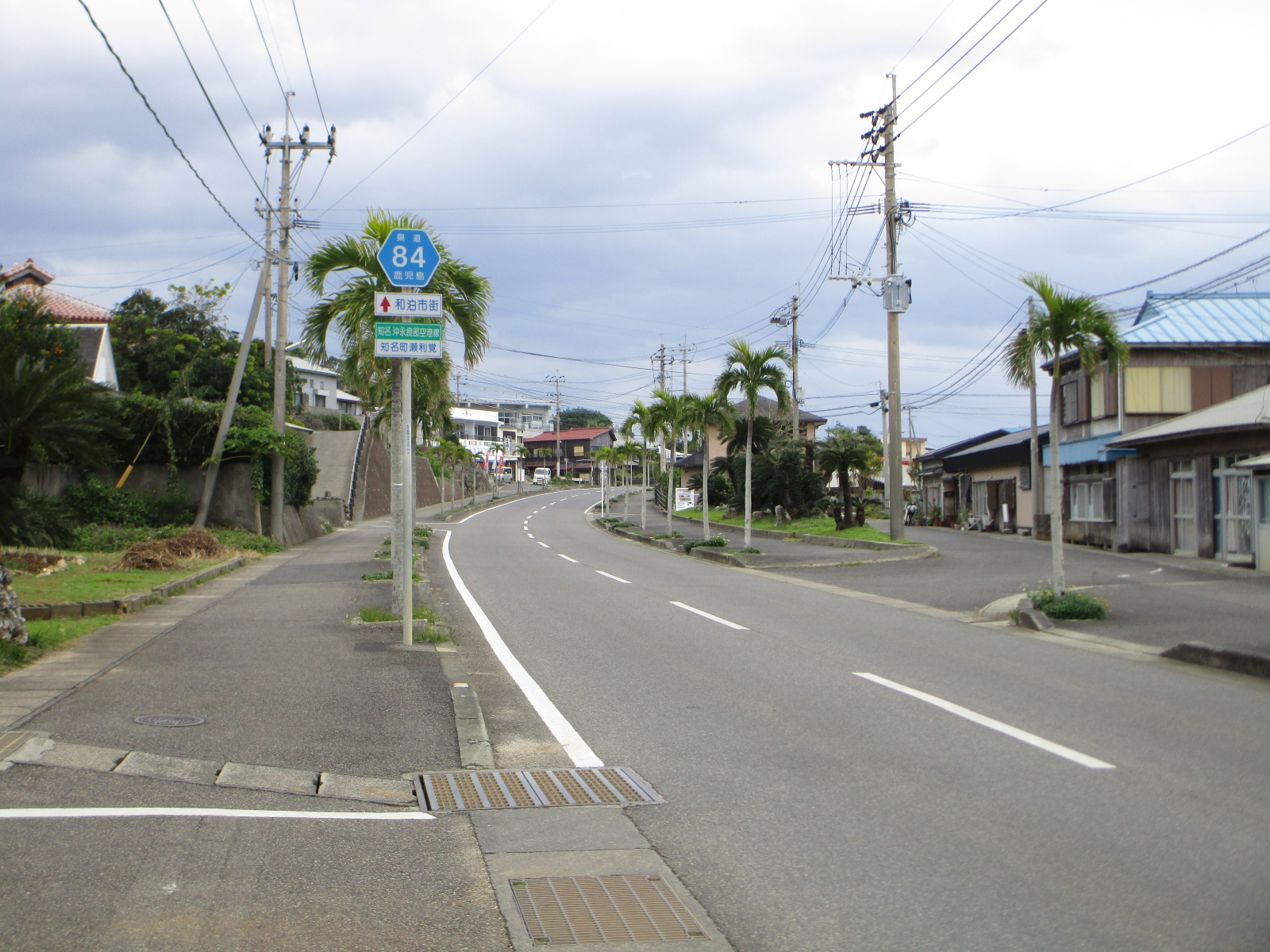
県道84号知名沖永良部空港線（知名町瀬利覚）

主要地方道の路線名標識は緑地なのが特徴（埼玉県道も同様）。

### 1 - 15（隣県越境路線）
- 1 小林えびの高原牧園線
- 2 都城隼人線
- 3 日南志布志線（1982年12月17日認定[1]）
- 4 - 13 （欠番）
- 14 （欠番：旧阿久根牛深線 - 1976年9月1日限り廃止[2]）
- 15 人吉水俣線

### 16 - 85（県内完結路線）
- 16 鹿児島吉田線（1994年3月11日認定[3]）
- 17 指宿鹿児島インター線（指宿スカイライン、1981年7月24日に指宿鹿児島西インター線から改称[4]）
- 18 鹿児島北インター線（1994年3月11日認定[3]）
- 19 鹿児島川辺線（1994年3月11日認定[3]） - 南薩縦貫道川辺道路の区間を含む
- 20 鹿児島加世田線 - 総延長40.233 km、実延長36.723 km。
- 21 鹿児島中央停車場線 - 総延長1.578 km。
- 22 谷山伊作線
- 23 谷山知覧線
- 24 鹿児島東市来線（1982年12月17日認定[1]）
- 25 鹿児島蒲生線
- 26 桜島港黒神線（1974年6月17日に早崎袴腰港線から早崎桜島港線に[5]、1982年5月1日には現名称に改称[6]）
- 27 頴娃川辺線
- 28 岩本開聞線
- 29 石垣加世田線
- 30 （欠番）
- 31 加世田川辺線（1993年4月1日に川辺笠沙線から改称[7]）
- 32 枕崎港線
- 33 （欠番：旧笠沙枕崎港線 - 1993年3月31日限り廃止[8]）
- 34 枕崎知覧線
- 35 永吉入佐鹿児島線
- 36 川内郡山線（1994年3月11日認定[3]）
- 37 伊集院日吉線
- 38 串木野港線
- 39 串木野樋脇線
- 40 伊集院蒲生溝辺線（1994年3月11日認定[3]）
- 41 （欠番）
- 42 川内加治木線 - 総延長36.801 km、実延長36.667 km。
- 43 川内串木野線（1976年9月1日に串木野久見崎川内線から改称[9]）
- 44 京泊大小路線
- 45 （欠番）
- 46 阿久根東郷線（1973年4月11日認定[10]）
- 47 葛輪瀬戸線（1976年9月1日認定[11]）
- 48 出水菱刈線
- 49 （欠番）
- 50 牧園薩摩線（1993年4月1日に宮之城牧園線から改称[7]）
- 51 宮之城加治木線
- 52 （欠番：旧宮之城高尾野線 - 1993年3月31日限り廃止[8]）
- 53 菱刈横川線
- 54 （欠番）
- 55 栗野加治木線
- 56 隼人加治木線
- 57 麓重富停車場線
- 58 隼人港線
- 59 （欠番：旧鹿児島空港線 - 1993年3月31日限り廃止[8]、国道504号の一部となる）
- 60 国分霧島線
- 61 - 62 （欠番）
- 63 志布志福山線 - 総延長37.581 km、改良率100 %。都城志布志道路のうち有明志布志道路（未開通）の区間を含む。
- 64 大崎輝北線 - 総延長20.249 km、改良率99.4 %。
- 65 南之郷志布志線
- 66 （欠番）
- 67 高隈串良線 - 総延長11.862 km、改良率100 %。
- 68 鹿屋吾平佐多線 - 総延長96.8 km、実延長80.662 km、旧道区間8.978 km（鹿屋市内）、改良率99.8 %。
- 69 （欠番：旧鹿屋福山線 - 1993年3月31日限り廃止[8]、国道504号の一部となる）
- 70 （欠番：旧串良内之浦大根占線 - 1982年12月17日限り廃止[12]）
- 71 垂水南之郷線（1976年9月1日認定[11]） - 総延長61.665 km、実延長51.457 km。改良率91.9 %。
- 72 垂水大崎線（1982年12月17日認定[1]） - 総延長32.837 km、実延長32.651 km、改良率41.9 %。
- 73 鹿屋高山串良線（1982年12月17日認定[1]） - 総延長22.219 km、改良率95.8 %。
- 74 内之浦佐多線 - 総延長58.299 km、実延長57.79 km、改良率56.7 %。
- 75 西之表南種子線（1976年9月1日認定[11]） - 総延長83.970 km、実延長83.778 km、改良率93.8 %。旧道・未供用区間・重用区間を除いた場合、県内で2番目に長い県道。
- 76 野間十三番西之表線
- 77 上屋久屋久線（1976年9月1日認定[11]）
- 78 上屋久永田屋久線（1976年9月1日認定[11]）
- 79 名瀬瀬戸内線（1976年9月1日認定[11]） - 総延長100.742 km、改良率85.5 %。県内最長の県道。
- 80 伊仙亀津徳之島空港線（1976年9月1日認定[11]）
- 81 名瀬竜郷線
- 82 竜郷奄美空港線（1991年3月29日に竜郷新奄美空港線から改称[13]）
- 83 伊仙天城線（1982年12月17日認定[1]）
- 84 知名沖永良部空港線（1982年12月17日認定[1]）
- 85 湯湾新村線

## 一般県道

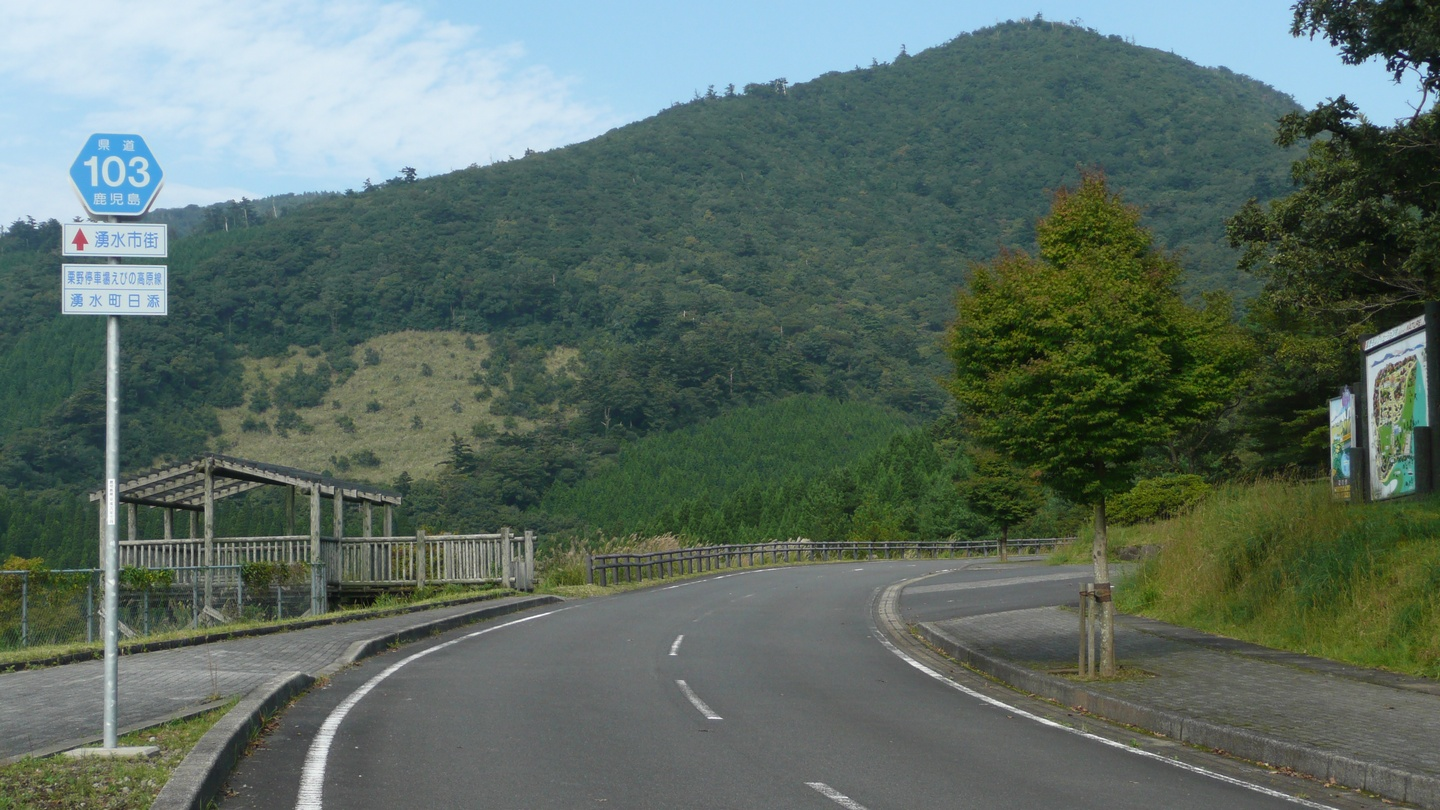
県道103号栗野停車場えびの高原線（湧水町）

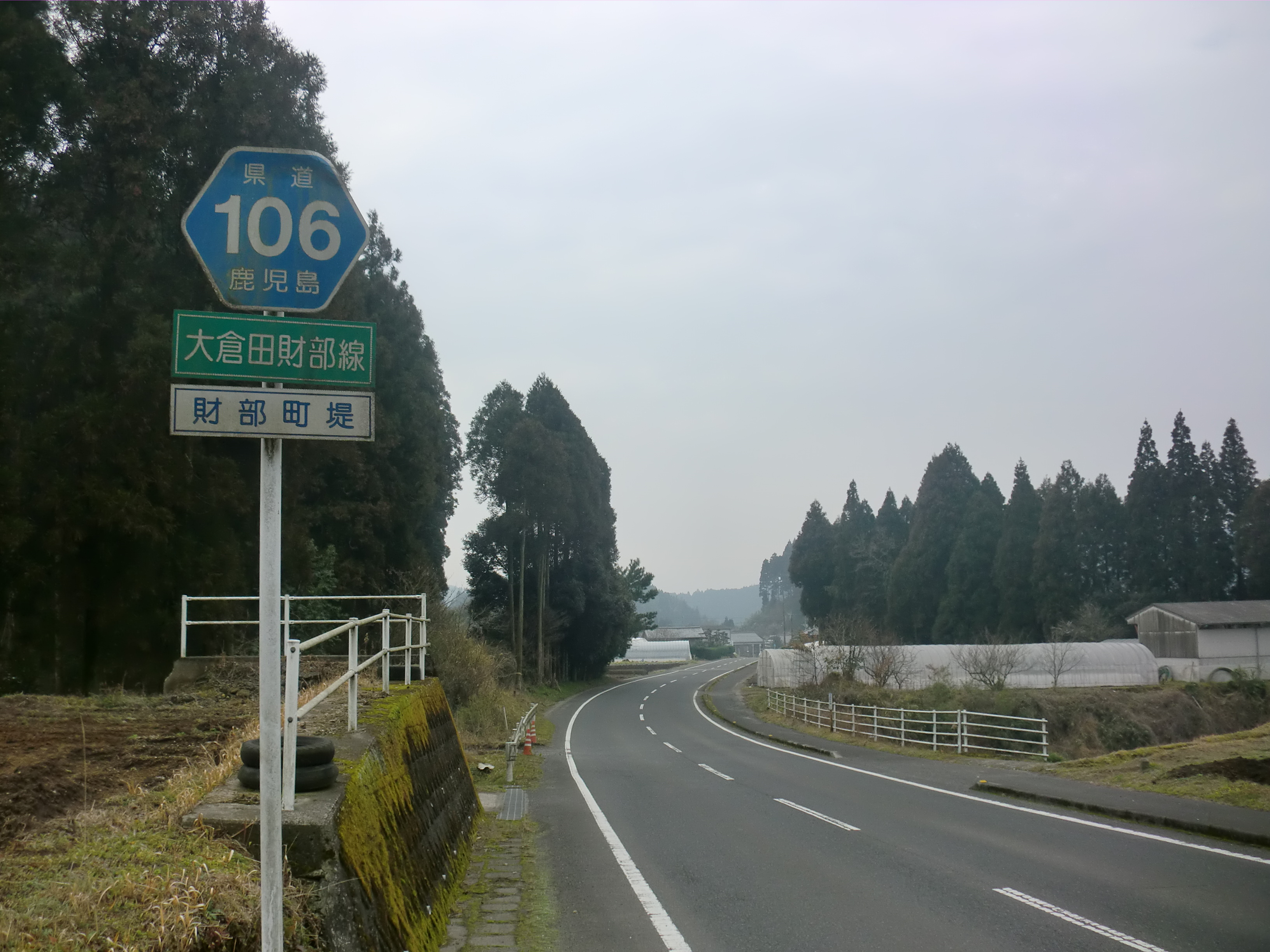
県道106号大倉田財部線（曽於市）

### 101 - 200（隣県越境路線）
- 101 （欠番：旧大口えびの線 - 1980年3月17日に大口真幸線から改称し[14]、1982年12月17日限り廃止[12]）
- 102 木場吉松えびの線
- 103 栗野停車場えびの高原線（1980年3月17日に栗野停車場えびの線から改称[14]） - 宮崎県側の供用区間は存在しない。
- 104 霧島公園小林線
- 105 馬渡大川原線
- 106 大倉田財部線
- 107 堤庄内線
- 108 財部庄内安久線
- 109 飯野松山都城線 - 鹿児島県内においては単独区間の全線が都城志布志道路（自動車専用道路、宮崎県境 - 有明北IC間）として供用されており、従来の一般道区間は志布志市道や曽於市道へ移管されている。
- 110 塗木大隅線
- 111 （欠番：旧大堂津志布志線 - 1982年12月17日限り廃止[12]）
- 112 今別府串間線
- 113 - 116 （欠番）
- 117 水俣出水線
- 118 湯出大口線

### 201 - 300（県内完結路線）

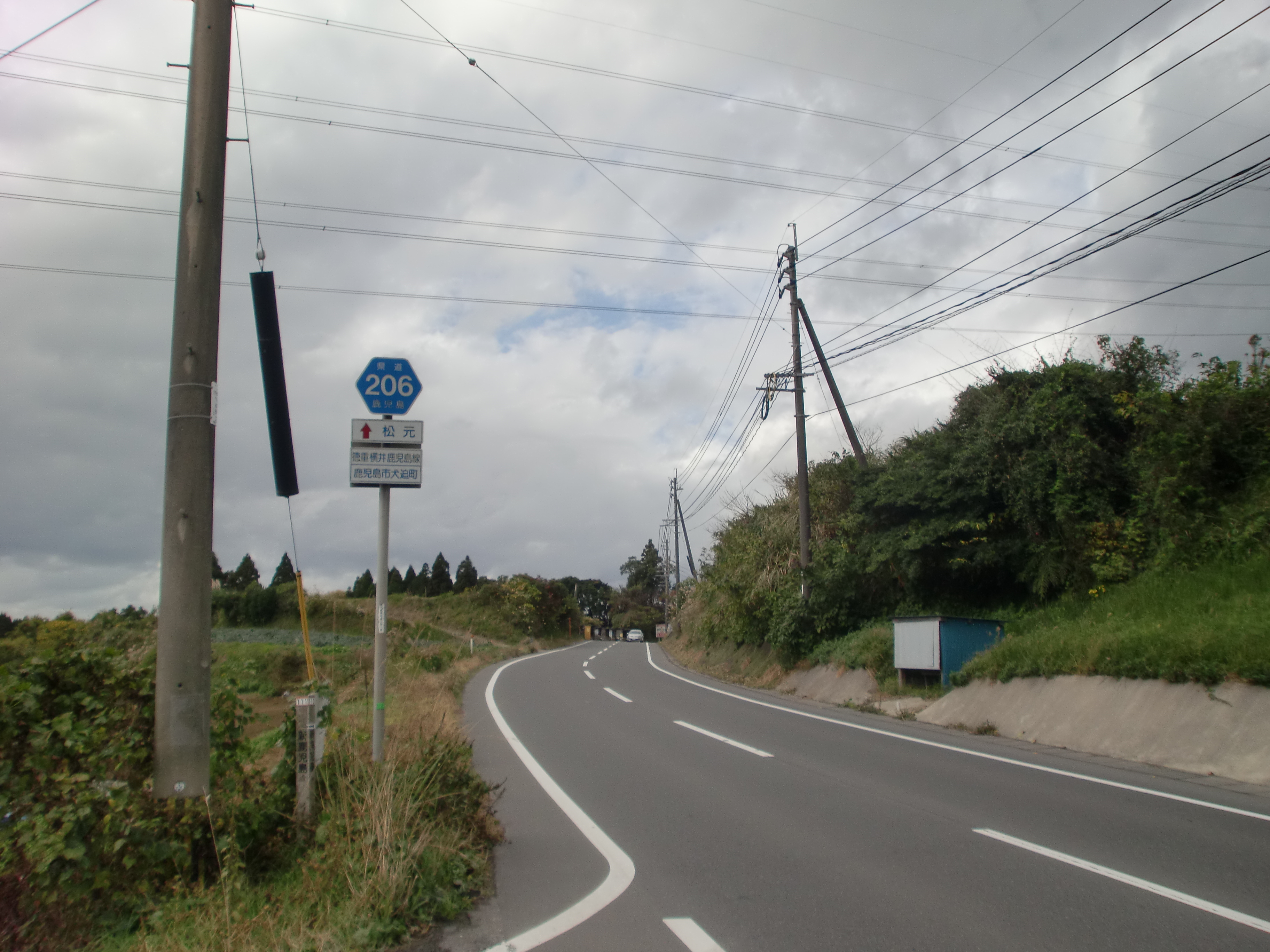
県道206号徳重横井鹿児島線（鹿児島市犬迫町）

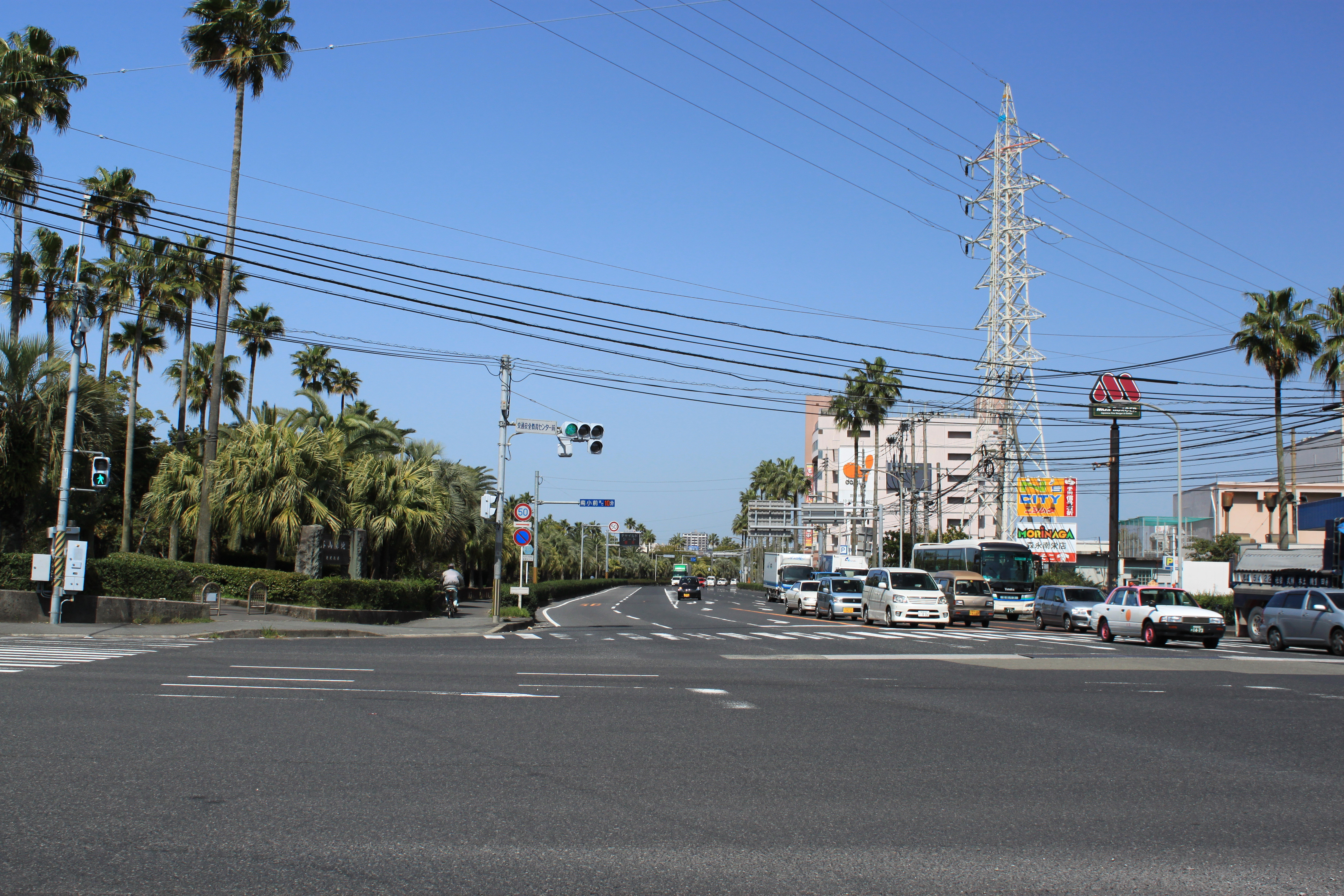
県道217号郡元鹿児島港線（交通安全教育センター前交差点）

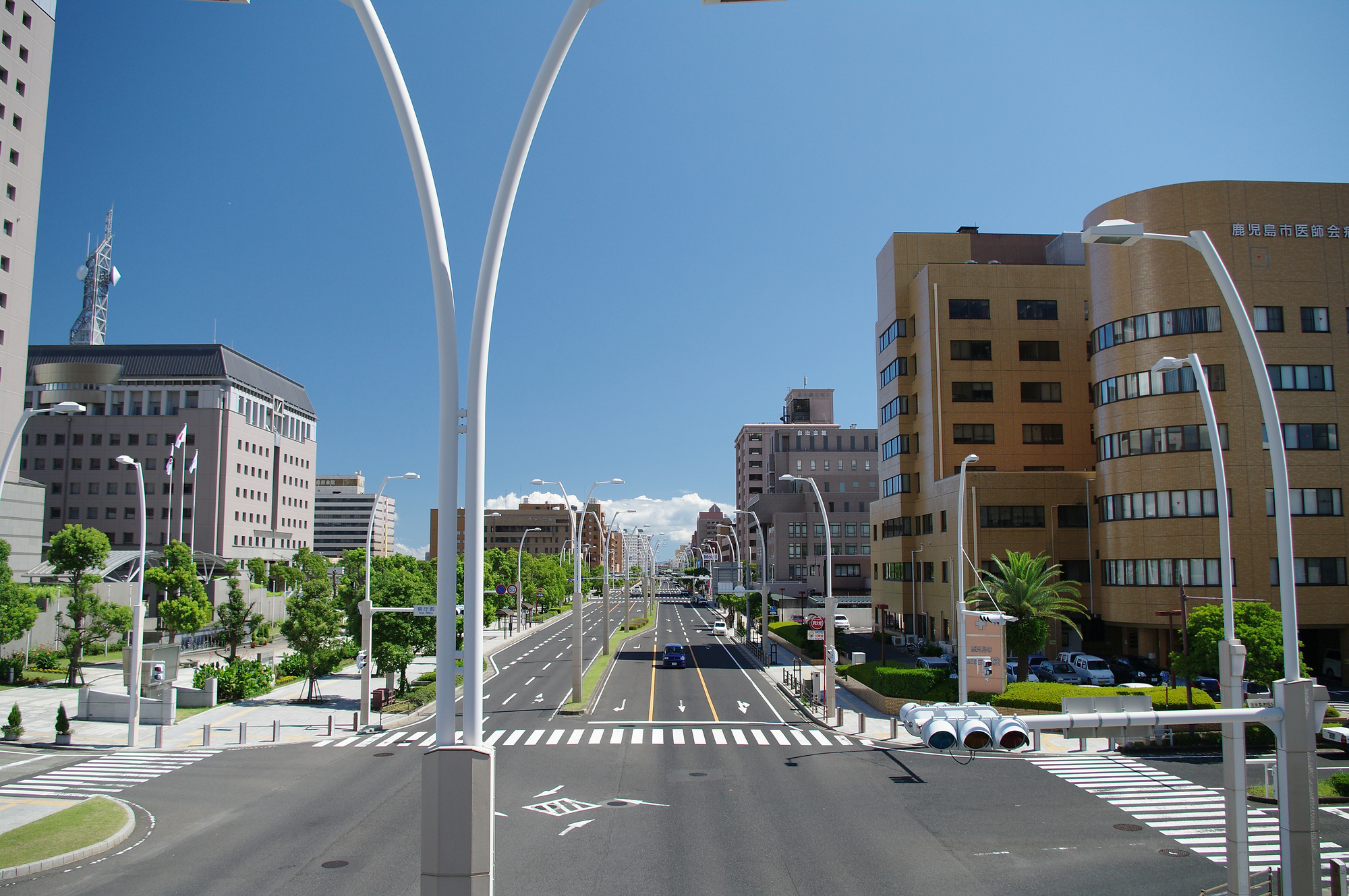
県道218号鹿児島港下荒田線（県庁前交差点）

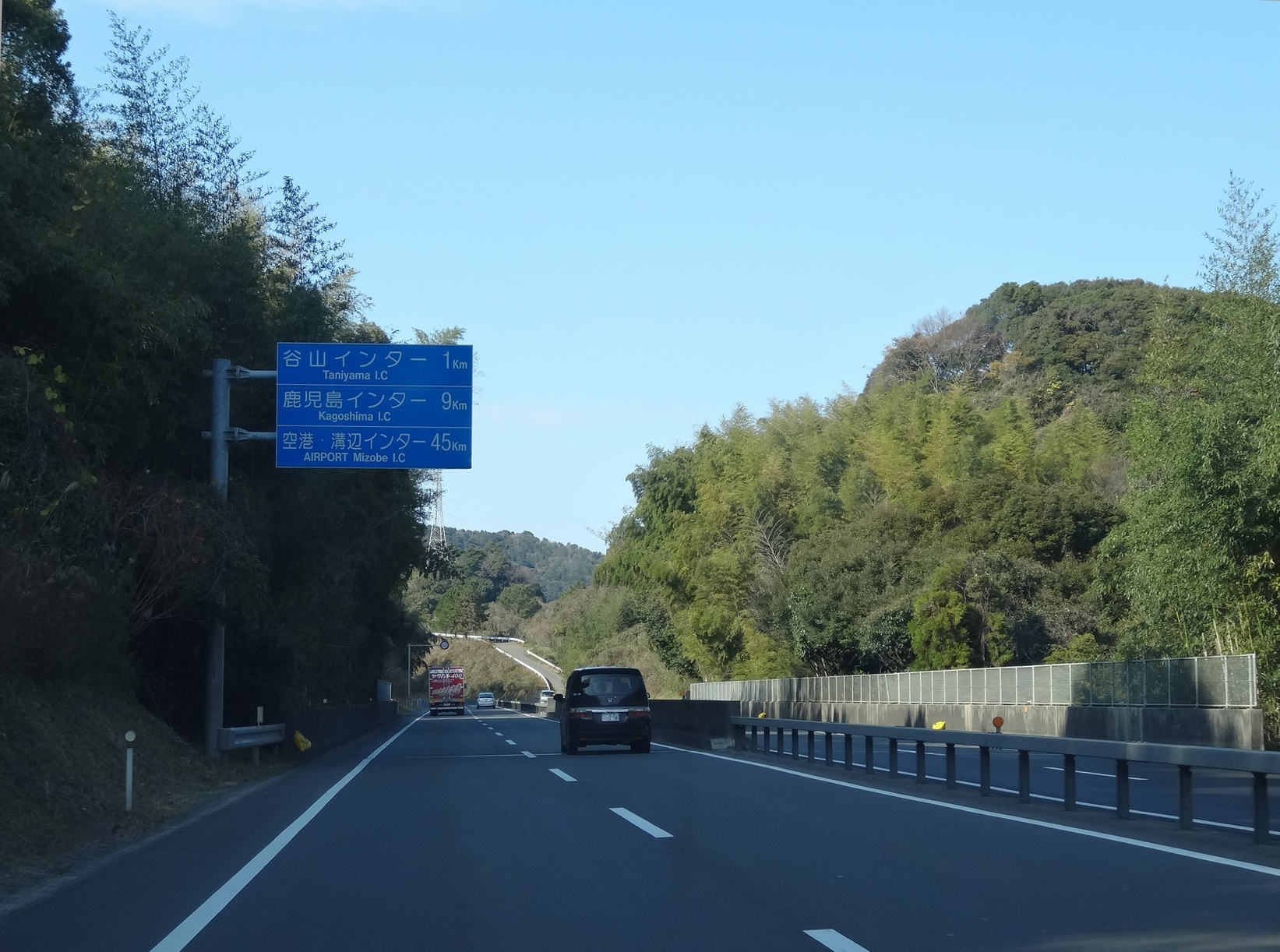
県道219号玉取迫鹿児島港線（谷山IC付近）

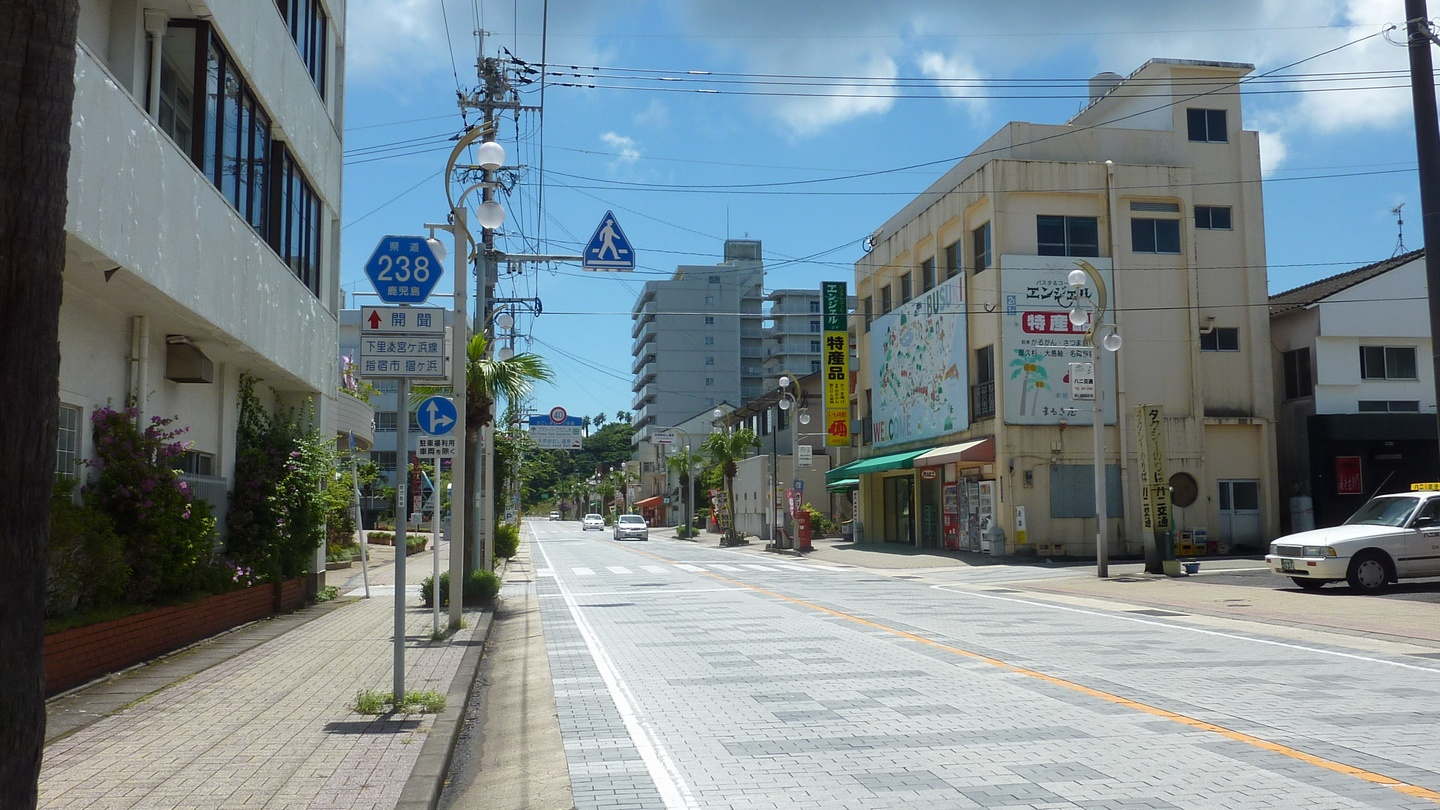
県道238号下里湊宮ケ浜線（指宿市）

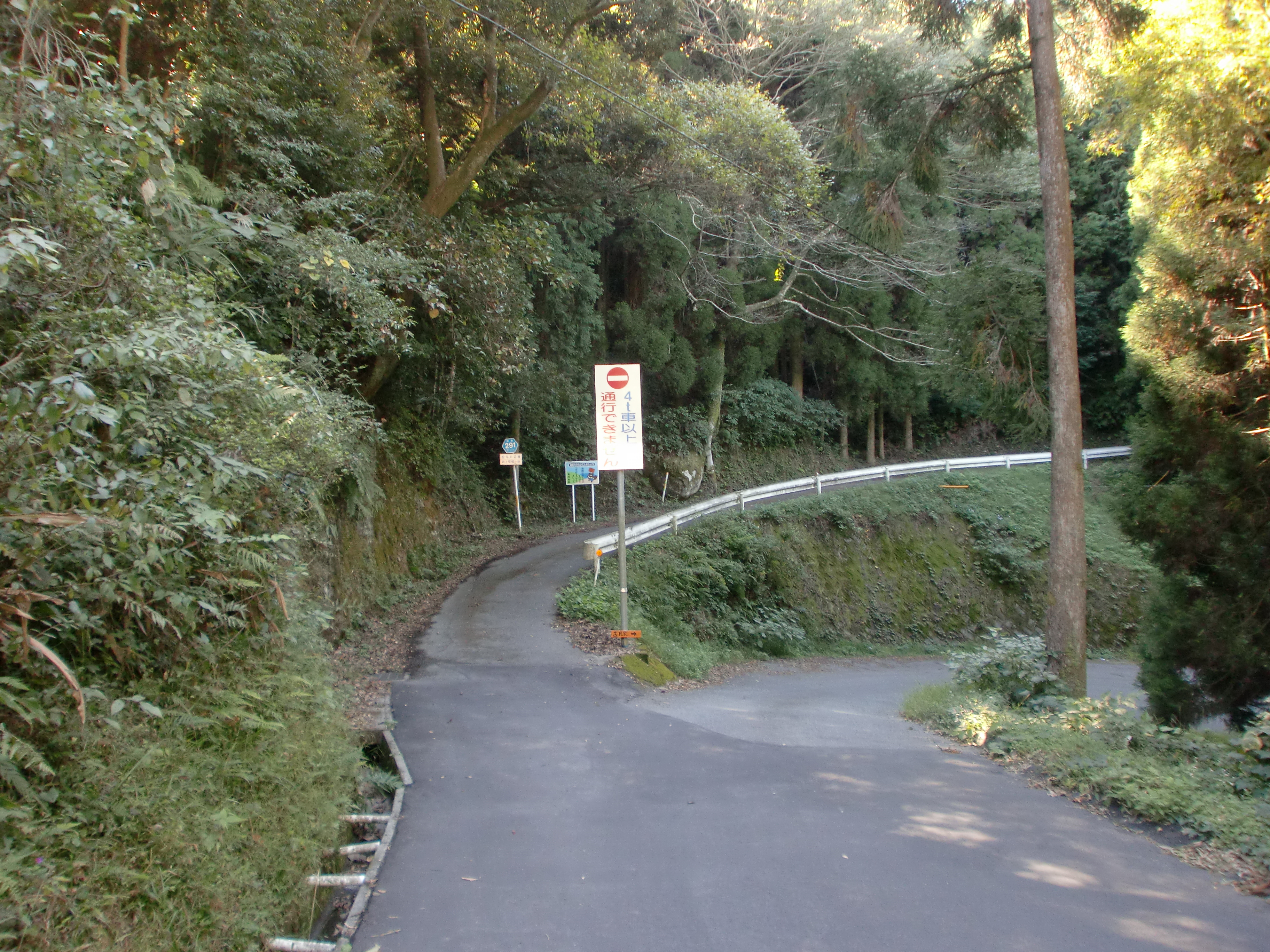
県道291号松元川辺線（日置市）

- 201 （欠番：旧鴨池高見馬場線 - 1994年3月11日限り廃止[15]）
- 202 （欠番：旧鹿児島伊集院線 - 1982年12月17日限り廃止[12]）
- 203 （欠番：旧鹿児島蒲生線 - 主要地方道昇格により25に変更）
- 204 鹿児島停車場線
- 205 （欠番：旧永吉入佐鹿児島線 - 主要地方道昇格により35に変更）
- 206 徳重横井鹿児島線
- 207 （欠番：旧早崎袴腰港線 - 主要地方道昇格により26に変更）
- 208 坂元伊敷線
- 209 帯迫下田線
- 210 小山田谷山線
- 211 小山田川田蒲生線
- 212 谷山停車場線
- 213 （欠番：旧麓重富停車場線 - 主要地方道昇格により57に変更）
- 214 鹿児島港線
- 215 吉野公園線
- 216 鹿児島港城南線（1997年3月31日認定[16]）
- 217 郡元鹿児島港線 - 通称産業道路。
- 218 鹿児島港下荒田線（1974年12月11日認定[17]）
- 219 玉取迫鹿児島港線（1974年12月11日認定[17]）
- 220 寺山公園線（1979年4月2日認定[18]）
- 221 片泊大里港線（1979年4月2日認定[18]）
- 222 - 230 （欠番）
- 231 瀬々串停車場線
- 232 知覧喜入線
- 233 喜入停車場線
- 234 石垣喜入線
- 235 （欠番：旧岩本開聞線 - 主要地方道昇格により28に変更）
- 236 頴娃宮ヶ浜線
- 237 宮ヶ浜停車場線
- 238 下里湊宮ヶ浜線
- 239 二月田停車場線
- 240 指宿停車場線
- 241 大山開聞線
- 242 川尻浦山川線
- 243 長崎鼻公園開聞線
- 244 （欠番：旧石垣加世田線 - 主要地方道昇格により29に変更）
- 245 飯山喜入線
- 246 （欠番：旧指宿鹿児島西インター線 - 主要地方道昇格により17に変更）
- 247 東方池田線
- 248 - 260 （欠番）
- 261 （欠番：旧大崎谷山線 - 現在の県道20号鹿児島加世田線）
- 262 霜出南別府線
- 263 霜出川辺線
- 264 （欠番：旧枕崎知覧線 - 主要地方道昇格により34に変更）
- 265 打木谷白沢津線
- 266 枕崎停車場線
- 267 野間池港線（1993年4月1日認定[7]）
- 268 寺ヶ崎坊線
- 269 坊之津久木野線
- 270 久志上津貫線
- 271 秋目上津貫線
- 272 久志大浦線
- 273 （欠番：旧加世田停車場線 - 2010年3月31日限り廃止[19]）
- 274 （欠番：旧薩摩万世停車場線 - 2008年3月31日限り廃止[20]）
- 275 松薗加世田線
- 276 （欠番：旧神殿坂之上線 -  1973年4月11日認定[10]、1994年3月11日限り廃止[15]）
- 277 吹上浜公園線（1988年9月2日認定[21]）
- 278 - 290 (欠番)
- 291 松元川辺線
- 292 （欠番：旧南田布施停車場線 - 2008年3月31日限り廃止[20]）
- 293 （欠番：旧北田布施停車場線 - 2008年3月31日限り廃止[20]）
- 294 湯之浦伊作停車場線
- 295 （欠番：吹上浜停車場線 - 2006年3月31日限り廃止[22]
- 296 田之頭吹上線
- 297 阿多川辺線
- 298 （欠番：旧永吉停車場線 - 2007年3月31日限り廃止[23]）
- 299 （欠番：旧永吉吉利線 - 2007年3月31日限り廃止[23]）
- 300 （欠番：旧日置停車場線 - 2005年3月29日限り廃止[24]）

### 301 - 400（県内完結路線）
- 301 伊集院停車場線

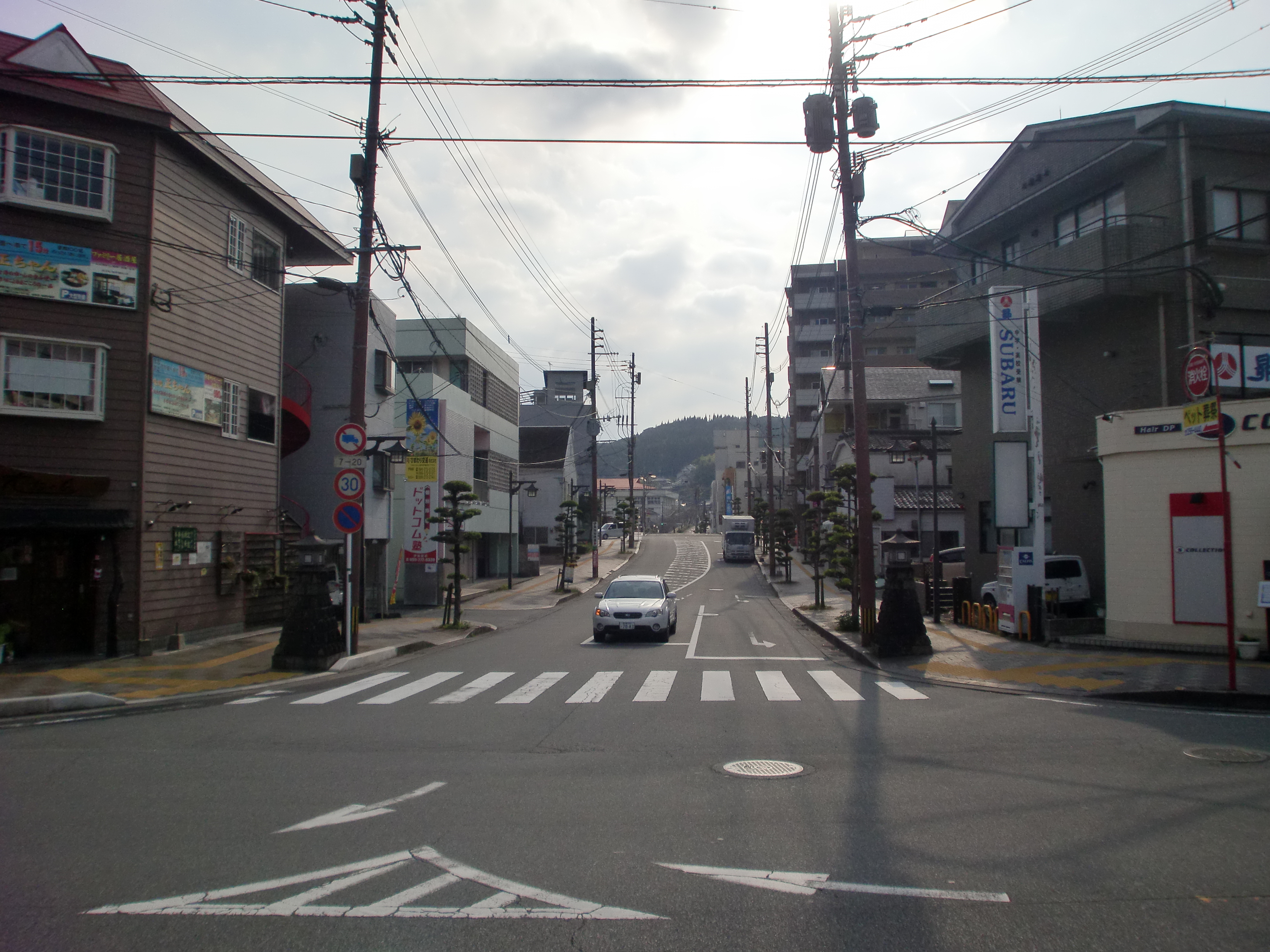
県道301号伊集院停車場線（伊集院駅前）

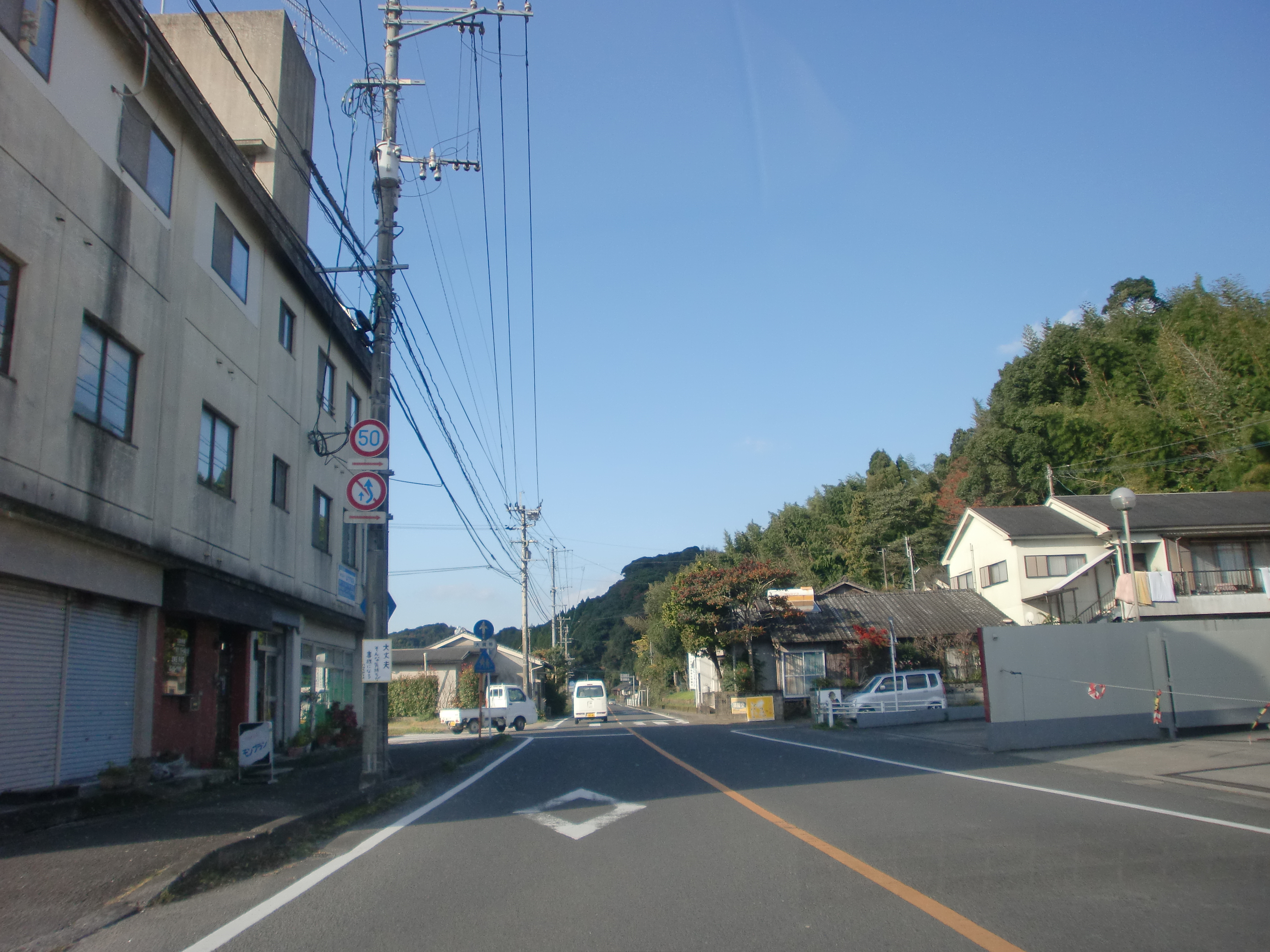
県道339号東郷西方港線（薩摩川内市田海町）

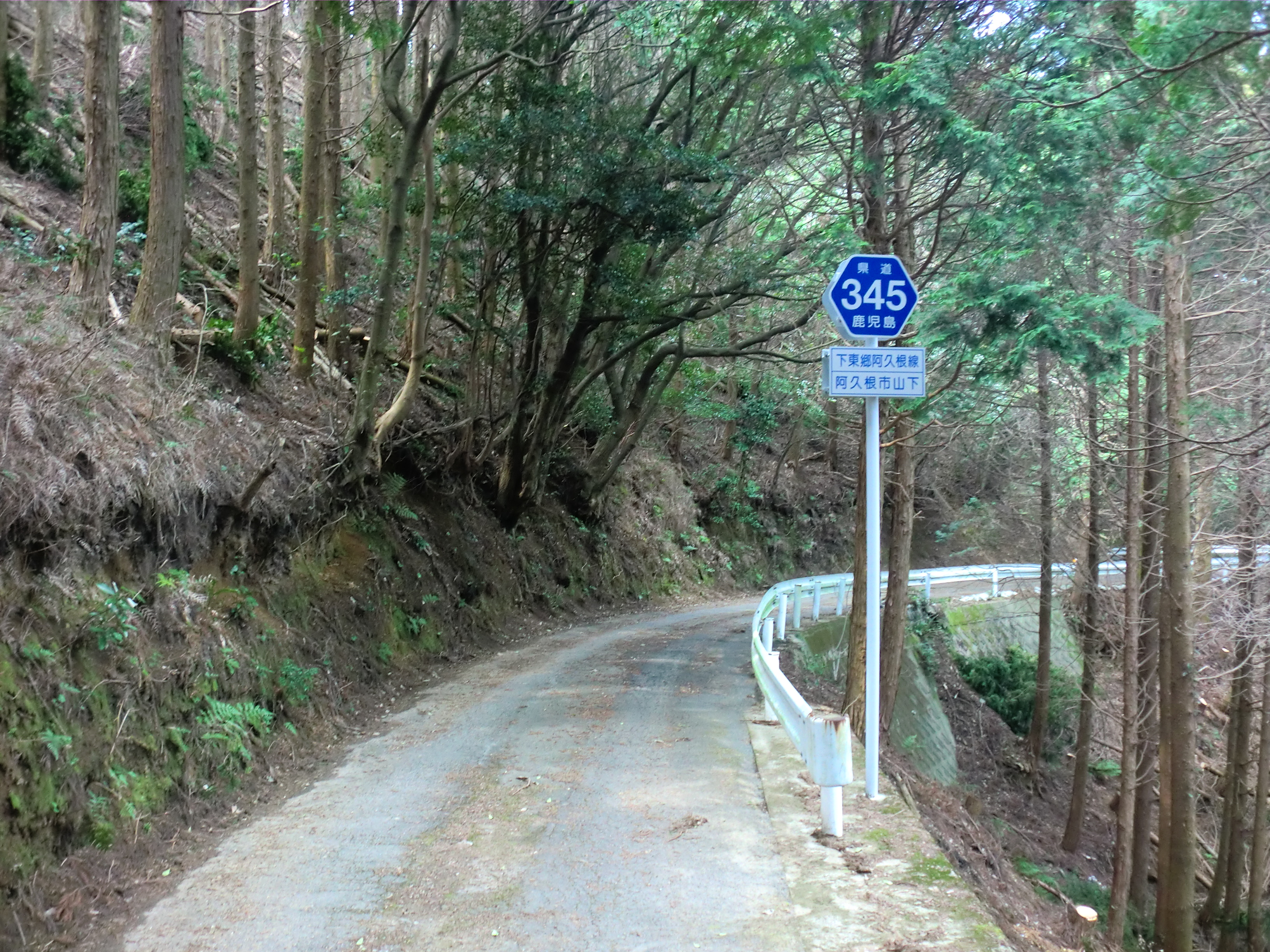
県道345号下東郷阿久根線（阿久根市山下）

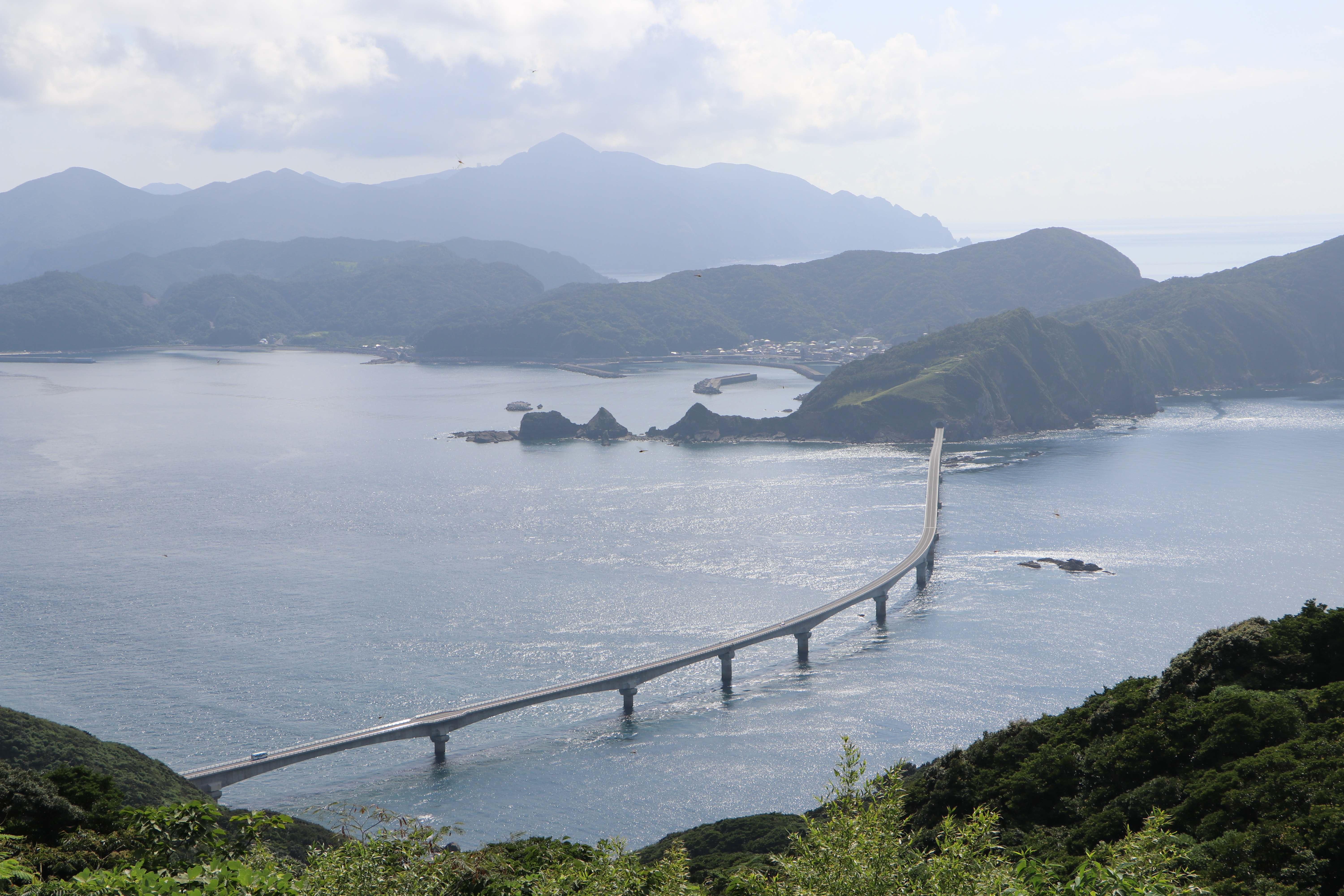
県道351号鹿島上甑線（甑大橋）

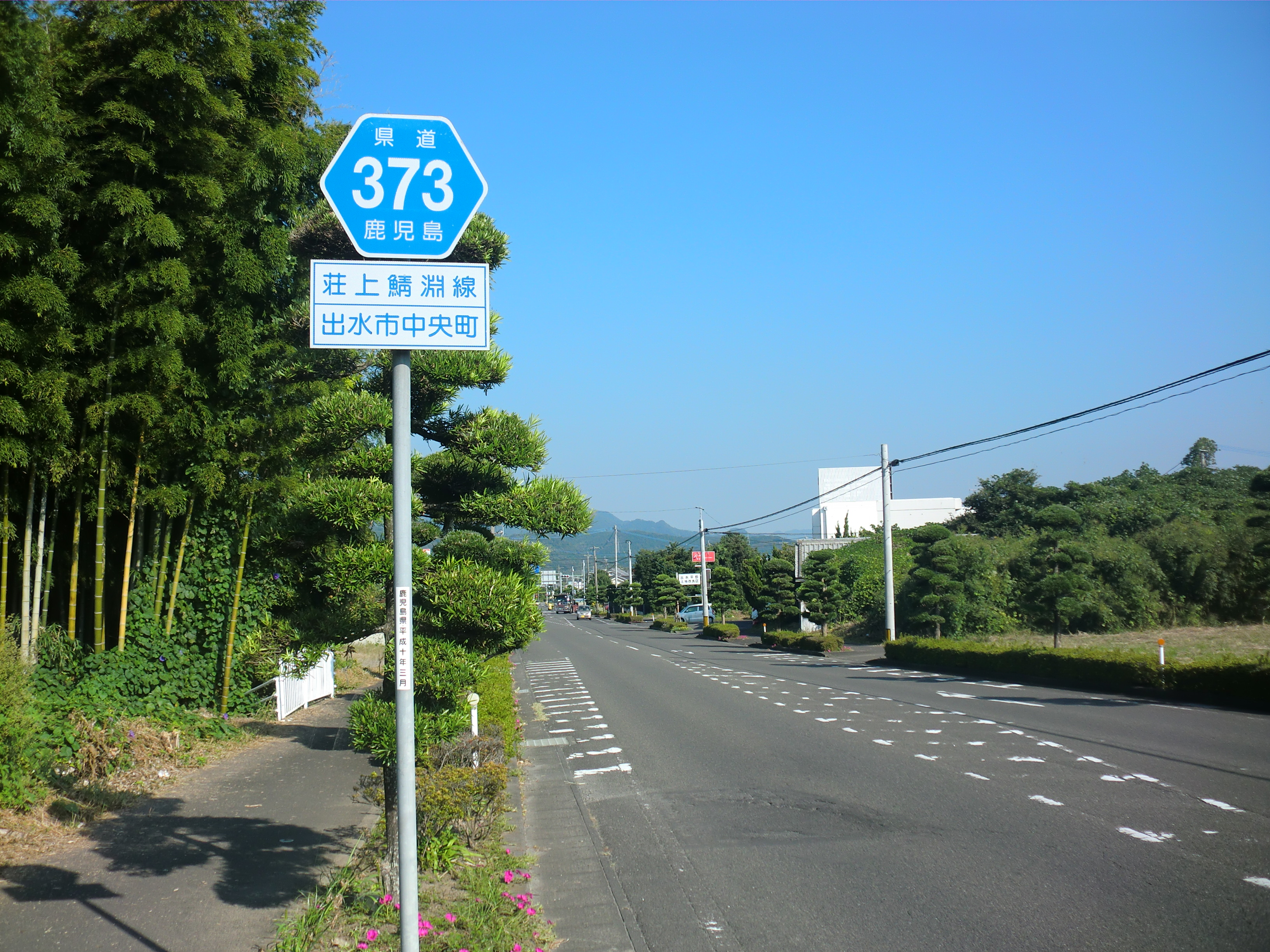
県道373号荘上鯖淵線（出水市中央町）

- 302 （欠番：旧伊集院東市来線 - 1982年12月17日限り廃止[12]）
- 303 江口長里線
- 304 仙名伊集院線
- 305 養母長里線
- 306 戸崎湯之元停車場線
- 307 市来停車場線
- 308 郷戸市来線
- 309 山田湯之元停車場線
- 310 串木野停車場線
- 311 （欠番：旧串木野久見崎川内線 - 現在の県道43号川内串木野線）
- 312 島平酔尾線
- 313 荒川川内線
- 314 - 319 （欠番）
- 320 百次木場茶屋線（2010年3月2日認定[25]）
- 321 - 330 （欠番）
- 331 （欠番：旧市比野串木野線 - 現在の県道39号串木野樋脇線）
- 332 川内停車場線
- 333 川内祁答院線
- 334 （欠番：旧吉野山停車場線 - 2005年3月29日限り廃止[24]）
- 335 市比野東郷線
- 336 山田隈之城線
- 337 （欠番：旧京泊大小路線 - 主要地方道昇格により44に変更）
- 338 京泊草道線
- 339 東郷西方港線
- 340 湯之元佐目野線
- 341 吉川川内線
- 342 上川内停車場線
- 343 （欠番：旧樋脇停車場線 - 2005年3月29日限り廃止[24]）
- 344 東郷山田宮之城線
- 345 下東郷阿久根線
- 346 山田入来線（1997年3月31日認定[16]）
- 347 （欠番：旧阿久根東郷線 - 主要地方道に昇格、1973年4月11日までは宇都川路田代阿久根線であった[26]）
- 348 桑之浦里港線（1973年4月11日認定[10]）
- 349 手打藺牟田港線
- 350 長浜手打港線
- 351 鹿島上甑線
- 352 瀬上里線（1998年4月1日認定[27]）
- 353 - 360 （欠番）
- 361 薩摩大川停車場線
- 362 阿久根停車場線 - 総延長23メートル。県内最短の県道。
- 363 （欠番：旧阿久根港線 - 1993年3月31日限り廃止[8]）
- 364 （欠番：旧瀬戸宮之浦港線 - 1976年9月1日限り廃止[2]）
- 365 脇本赤瀬川線（1989年3月29日に折口陣之尾線から改称[28]）
- 366 （欠番：旧鷹之巣指江線 - 1976年9月1日限り廃止[2]）
- 367 脇本荘線
- 368 荒崎田代線
- 369 西出水停車場線
- 370 出水停車場線
- 371 米ノ津港線
- 372 沖田新蔵線
- 373 荘上鯖淵線（1997年3月31日認定[16]）
- 374 出水高尾野線（1993年4月1日に餅井出水線から改称[7]）
- 375 （欠番：旧高尾野宮之城線 - 主要地方道昇格により52に変更）
- 376 （欠番：旧出水菱刈線 - 主要地方道昇格により48に変更）
- 377 （欠番：旧葛輪宮之浦港線 - 1976年9月1日限り廃止[2]）
- 378 荒崎黒之浜港線
- 379 長島宮之浦港線（1976年9月1日認定[11]）
- 380 平尾川床線（1997年3月31日認定[16]）
- 381 - 390 （欠番）
- 391 下手山田帖佐線
- 392 薩摩山崎停車場線
- 393 原口薩摩山崎停車場線
- 394 山崎川内線
- 395 山之口真黒線
- 396 薩摩祁答院線
- 397 鶴田定之段線（1979年4月2日に鶴田紫尾線から改称[29]）
- 398 紫尾虎居線
- 399 （欠番：旧川口薩摩湯田停車場線 - 1973年4月11日認定[10]、2010年3月31日限り廃止[19]）
- 400 （欠番：旧鶴田停車場線 - 2009年3月31日限り廃止[30]）

### 401 - 500（県内完結路線）

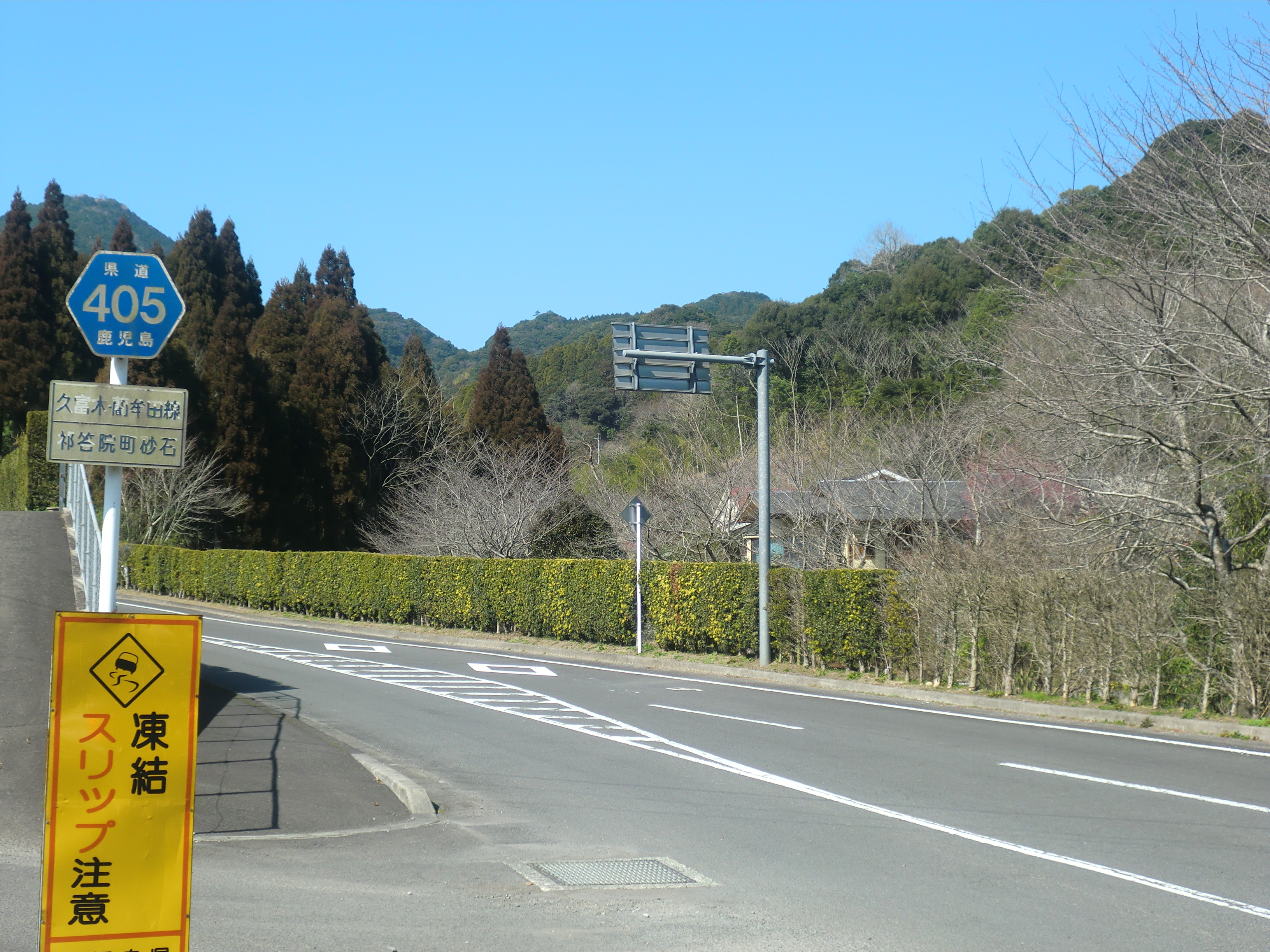
県道405号久冨木藺牟田線（薩摩川内市）

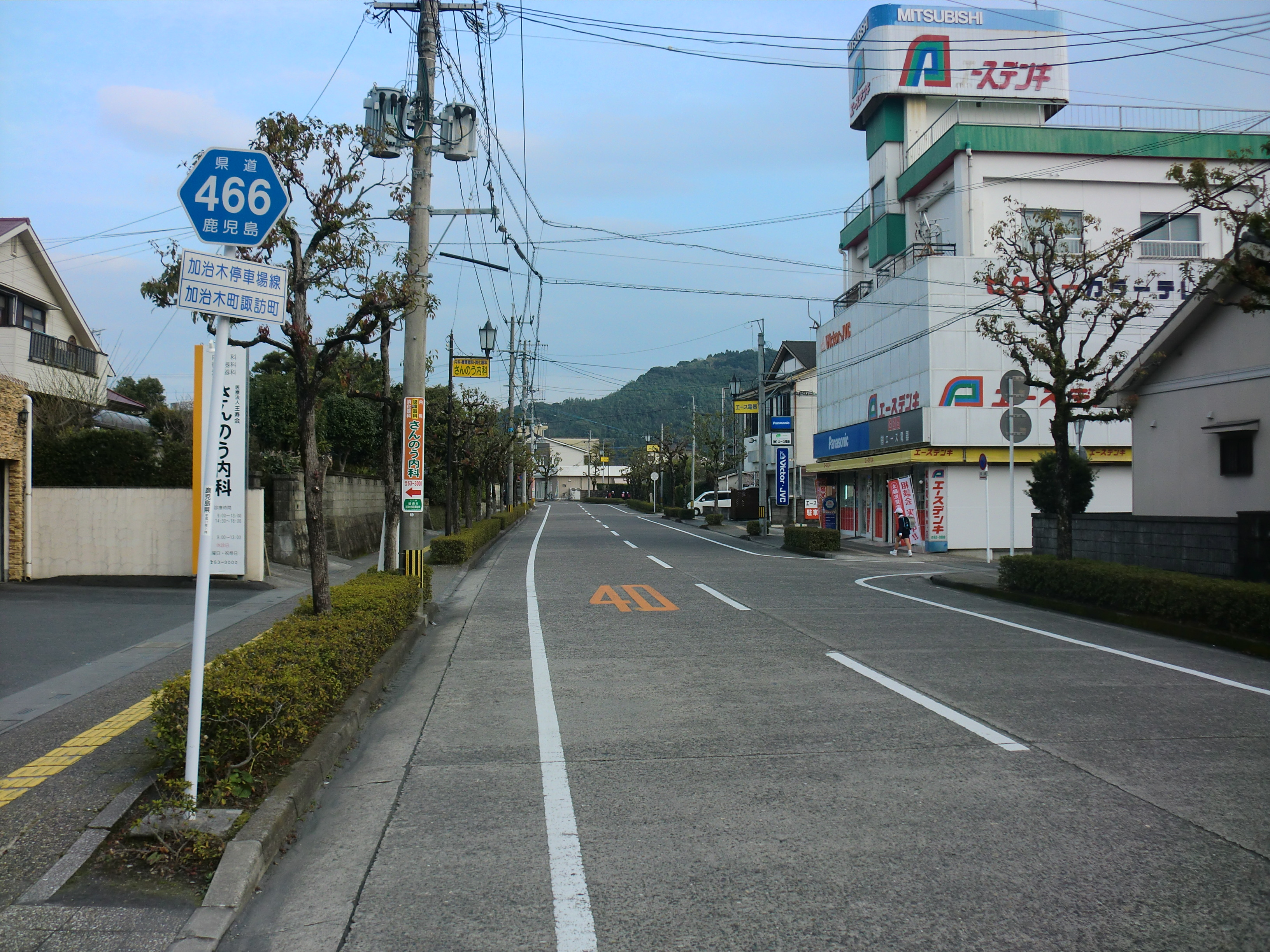
県道466号加治木停車場線（姶良市）

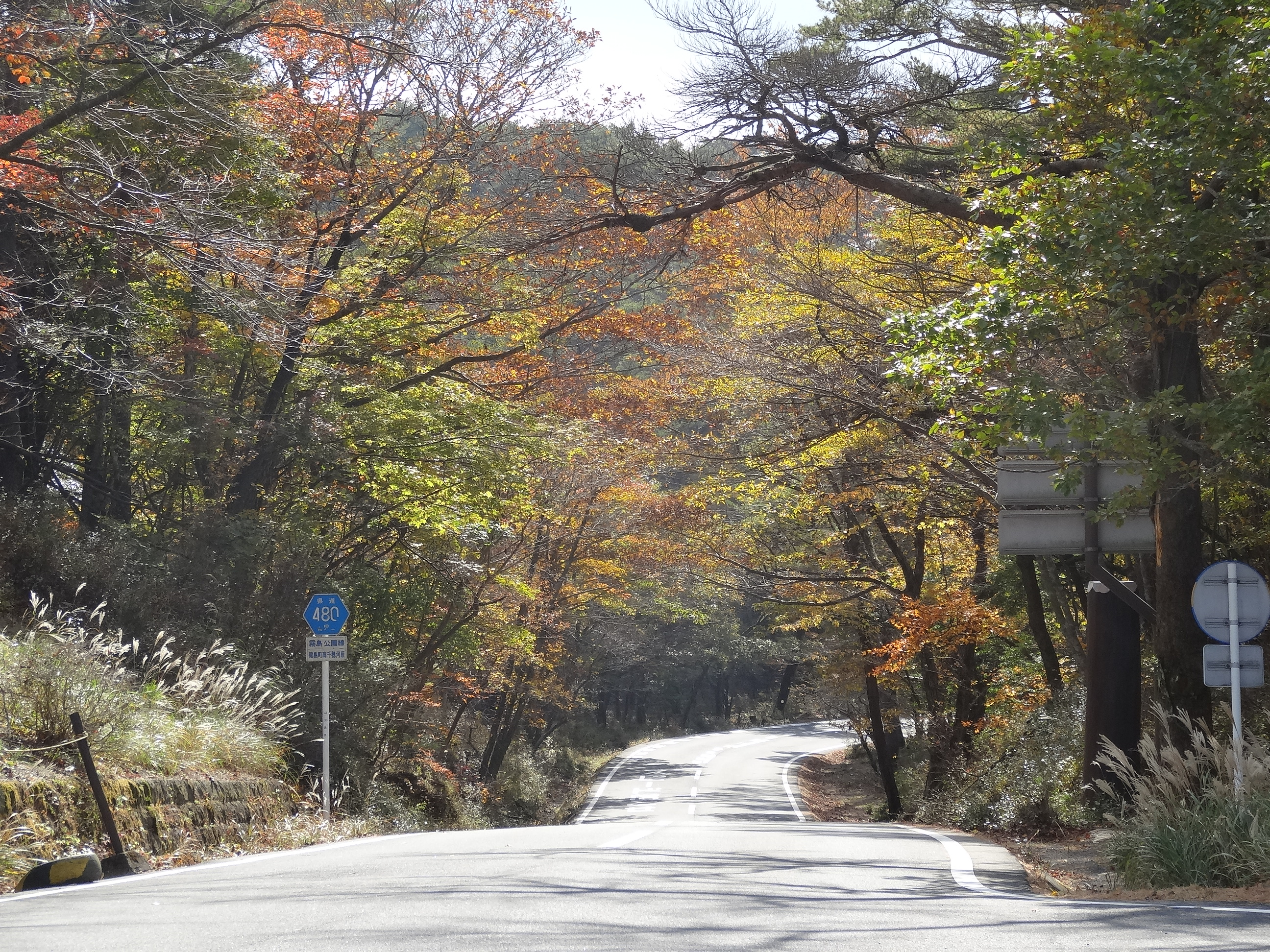
県道480号霧島公園線（霧島市）

- 401 （欠番：旧佐志停車場線 - 2005年3月29日限り廃止[24]）
- 402 求名小川田線
- 403 黒木新地線
- 404 鶴田大口線
- 405 久冨木藺牟田線（1973年3月31日認定[31]）
- 406 宮之城祁答院線（1979年4月2日認定[18]）
- 407 針持永野線（1997年3月31日認定[16]）
- 408 - 420 （欠番）
- 421 布計山野線
- 422 （欠番：旧山野停車場線 - 2005年3月29日限り廃止[24]）
- 423 （欠番：旧薩摩大口停車場線 - 2005年3月29日限り廃止[24]）
- 424 針持菱刈線
- 425 南浦築地線
- 426 （欠番：旧西太良停車場線 - 2005年3月29日限り廃止[24]）
- 427 （欠番：旧針持停車場線 - 2005年3月29日限り廃止[24]）
- 428 - 440 （欠番）
- 441 （欠番：旧菱刈横川線 - 主要地方道昇格により53に変更）
- 442 吉松停車場線
- 443 幸田栗野線
- 444 栗野停車場線
- 445 紫尾田牧園線
- 446 十三谷重富線
- 447 （欠番：旧国分霧島線 - 主要地方道昇格により60に変更）
- 448 川西菱刈線
- 449 横川停車場線（1979年4月2日認定[18]）
- 450 - 460 （欠番）
- 461 （欠番：旧十文字永野線 - 1993年3月31日限り廃止[8]、現在の国道504号の一部となる）
- 462 堂山宮之城線
- 463 浦蒲生線
- 464 （欠番：旧有川蒲生線 -  1994年3月11日限り廃止[15]）
- 465 松原帖佐停車場線
- 466 加治木停車場線
- 467 加治木港線
- 468 （欠番：旧白石論地城線 - 1982年12月17日限り廃止[12]）
- 469 （欠番：旧隼人港線 - 主要地方道昇格により58に変更）
- 470 犬飼霧島神宮停車場線
- 471 北永野田小浜線
- 472 日当山敷根線
- 473 崎森隼人線
- 474 隼人停車場線
- 475 豊後迫隼人線
- 476 （欠番：旧隼人加治木線 - 主要地方道（県道56号隼人加治木線）に昇格、1982年12月17日認定[1]）
- 477 隼人溝辺線（1982年12月17日認定[1]）
- 478 比曽木野福山港線
- 479 国師境線
- 480 霧島公園線
- 481 今別府牧園線
- 482 塚脇財部線
- 483 （欠番：旧蒲生伊集院線 -  1994年3月11日限り廃止[15]）
- 489 - 490 （欠番）
- 491 大川原小村線
- 492 財部停車場線
- 493 北俣停車場線
- 494 大隅大川原停車場線
- 495 志柄宮ヶ原福山線
- 496 （欠番：旧岩川停車場線 - 2005年3月29日限り廃止[24]）
- 497 長江柴建線
- 498 （欠番：旧南之郷大隅線 - 1976年9月1日限り廃止[2]）
- 499 柿之木志布志線
- 500 末吉財部線

### 501 - 600（県内完結路線）
- 501 光神山諏訪方線

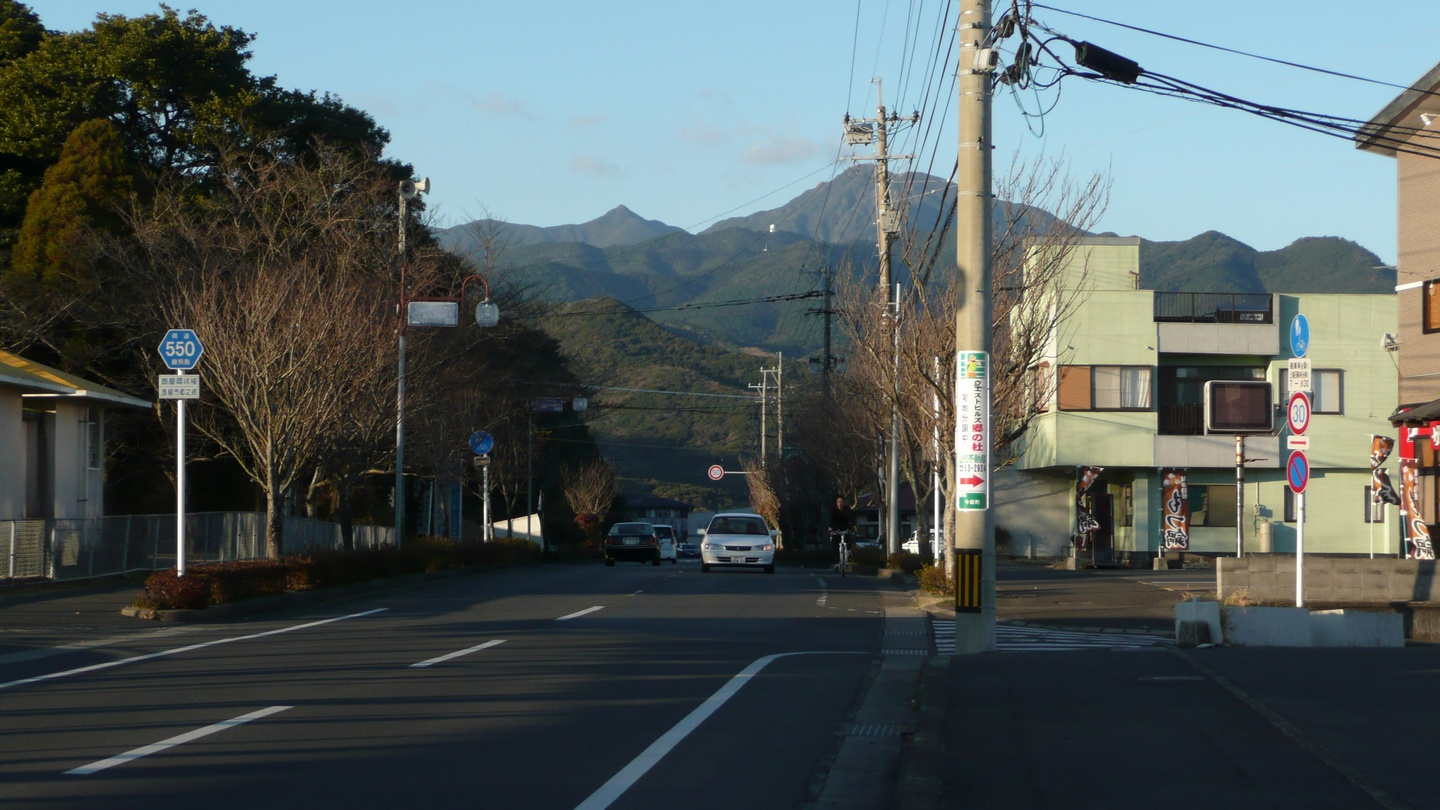
県道550号鹿屋環状線（鹿屋市郷之原町）

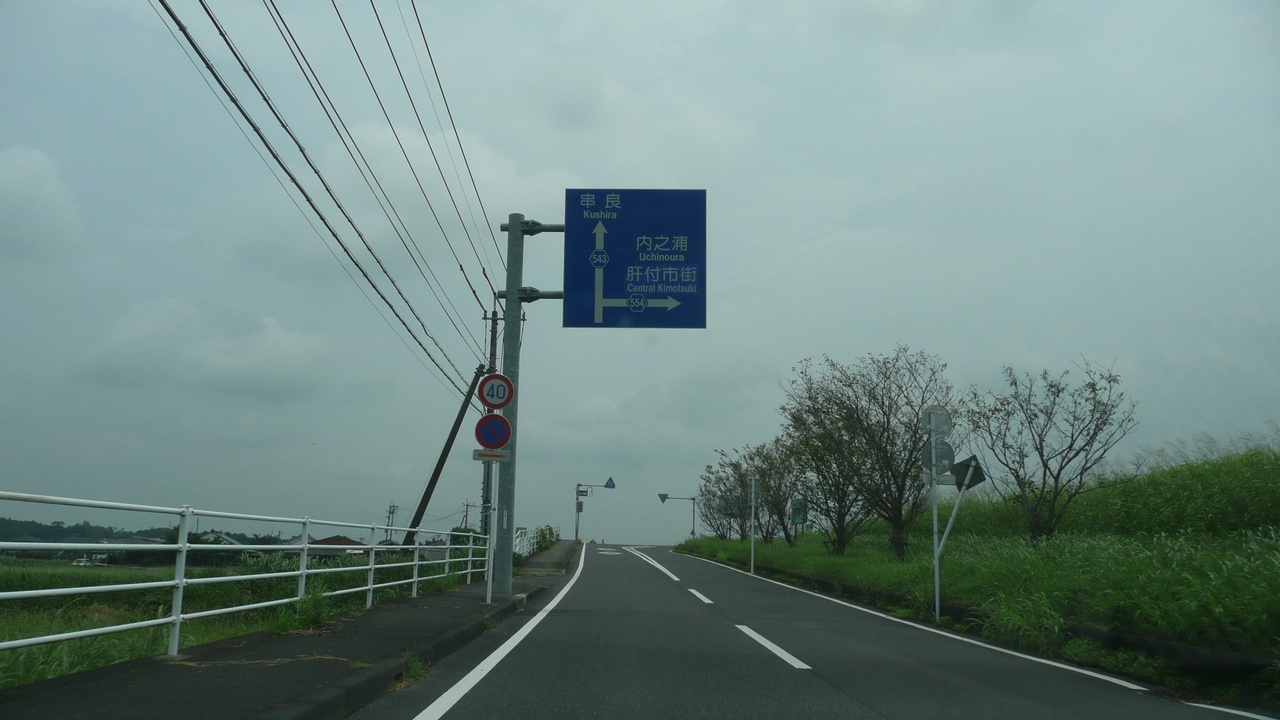
県道554号後田富山線（肝付町）

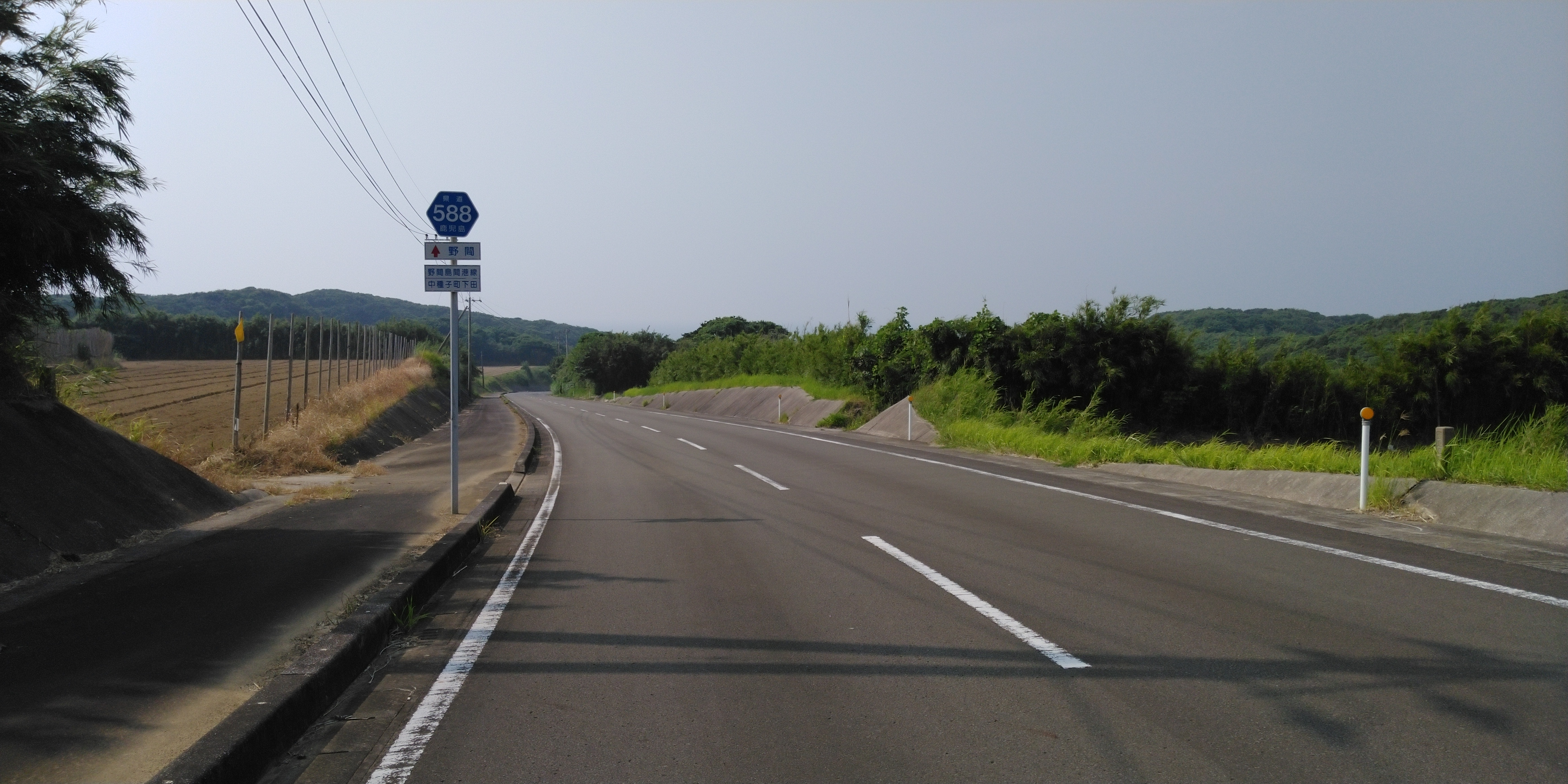
県道588号野間島間港線（中種子町）

- 502 （欠番：旧末吉停車場線 - 2005年3月29日限り廃止[24]）
- 503 見帰二之方線
- 504 （欠番：旧縄瀬停車場線 - 2005年3月29日限り廃止[24]）
- 505 （欠番：旧安楽停車場線 - 2005年3月29日限り廃止[24]）
- 506 （欠番：旧南之郷志布志線 - 主要地方道昇格により65に変更）
- 507 志布志港線
- 508 志布志停車場線
- 509 （欠番：旧大隅夏井停車場線 - 2005年3月29日限り廃止[24]）
- 510 （欠番：旧菱田停車場線 - 2005年3月29日限り廃止[24]）
- 511 （欠番：旧大崎波見港線 - 1982年12月17日限り廃止[12]）
- 512 東原大崎線
- 513 宮ヶ原大崎線
- 514 （欠番：旧大隅大崎停車場線 - 2005年3月29日限り廃止[24]）
- 515 （欠番：旧市成岩川線 - 1976年9月1日限り廃止[2]）
- 516 荻迫仏山線
- 517 仮屋宮園線（1982年12月17日認定[1]）
- 518 仏迫平房線（1982年12月17日認定[1]）
- 519 黒石串良線
- 520 永吉高山線
- 521 宮ヶ原岩川停車場線
- 522 尾野見伊崎田線（1973年4月11日認定[10]）
- 523 志布志有明線（1976年9月1日認定[11]）
- 524 - 530 （欠番）
- 531 （欠番：旧東串良停車場線 - 2006年3月31日限り廃止[22]）
- 532 （欠番：旧垂水志布志線 - 1976年9月1日限り廃止[2]）
- 533 （欠番：旧高隈串良線 - 主要地方道（県道67号高隈串良線）に昇格）
- 534 垂水港線
- 535 鹿屋港線
- 536 （欠番：旧鹿屋港古江停車場線 - 2006年3月31日限り廃止[22]）
- 537 高須港線
- 538 （欠番：旧新富吾平線 - 1982年12月17日限り廃止[12]）
- 539 高山吾平線（1982年12月17日認定[1]）
- 540 田渕田崎線
- 541 柏原池之原線
- 542 岸良高山線
- 543 （欠番：旧大隅高山停車場線 - 2007年3月31日限り廃止[23]、県道554号後田富山線及び肝付町道となる）
- 544 折生野神野吾平線
- 545 永吉高須線
- 546 （欠番：旧永野田停車場線 - 2019年8月31日限り廃止[32]）
- 547 （欠番：旧吾平停車場線 - 2006年3月31日限り廃止[22]）
- 548 浜崎川路線
- 549 （欠番：旧船間佐多線 - 主要地方道昇格により74に変更）
- 550 鹿屋環状線（1973年3月31日認定[31]）
- 551 高隈内ヶ迫線（1976年9月1日認定[11]）
- 552 鹿屋串良インター線（1997年1月10日認定[33]）
- 553 下高隈川東線（1997年3月31日認定[16]）：前身の鹿屋市道に由来する水道線の通称がある。
- 554 後田富山線（1997年3月31日認定[16]）：一部はかつての大隅高山停車場線（県道543号）の区間が指定されている。
- 555 - 560 （欠番）
- 561 神之川内之浦線：国見トンネルについては国見トンネル (鹿児島県)を参照。
- 562 池田根占線
- 563 辺塚根占線
- 564 浜尻馬込線
- 565 根占港線
- 566 佐多岬公園線（1973年4月11日認定[10]）
- 567 - 580 （欠番）
- 581 伊関国上西之表港線
- 582 西之表港線
- 583 新種子島空港線（1997年3月31日認定[16]）
- 584 （欠番：旧中種子西之島間港線 - 1976年9月1日限り廃止[2]）
- 585 （欠番：旧国上安城中種子線 - 1976年9月1日限り廃止[2]）
- 586 茎永上中線
- 587 （欠番：旧西之表空港線 - 1976年9月1日限り廃止[2]）
- 588 野間島間港線
- 589 種子島空港線
- 590 （欠番：旧屋久島循環線 - 1976年9月1日限り廃止[2]）
- 591 国上安納線（1976年9月1日認定[11]）
- 592 屋久島公園安房線（1985年5月1日認定[34]）
- 593 安房港線（1976年9月1日認定[11]）
- 594 白谷雲水峡宮之浦線（1997年3月31日認定[16]）
- 595 - 600 （欠番）

### 601 - 631（県内完結路線）
- 601 佐仁万屋赤木名線
- 602 佐仁赤木名線
- 603 （欠番）
- 604 （欠番：和光浦上線 - 2006年3月31日限り廃止[22]）
- 605 名瀬港線
- 606 （欠番：旧湯湾恩勝名瀬線 - 1976年9月1日限り廃止[2]）
- 607 小湊朝戸線
- 608 （欠番）
- 609 山間役勝線
- 610 （欠番：旧湯湾久慈瀬戸内線 - 1976年9月1日限り廃止[2]）
- 611 戸口大勝線
- 612 篠川下福線
- 613 （欠番）
- 614 安脚場実久線
- 615 （欠番：旧徳之島循環線 - 1976年9月1日限り廃止[2]）
- 616 （欠番：旧阿布木名花徳線 - 1976年9月1日限り廃止[2]）
- 617 糸木名亀津線
- 618 松原轟木線
- 619 喜界島循環線
- 620 国頭知名線（1982年12月17日認定[1]）
- 621 瀬名和泊線
- 622 下平川内城線
- 623 与論島循環線
- 624 （欠番：旧徳之島空港線 - 1976年9月1日限り廃止[2]）
- 625 亀津港線
- 626 蘇刈古仁屋線
- 627 曽津高崎線（1973年3月31日認定[31]）
- 628 浦原喜界空港線（1973年3月31日認定[31]）
- 629 花徳浅間線（1982年12月17日認定[1]）
- 630 （欠番）
- 631 与論空港茶花線（1997年3月31日認定[16]）

## 自転車道

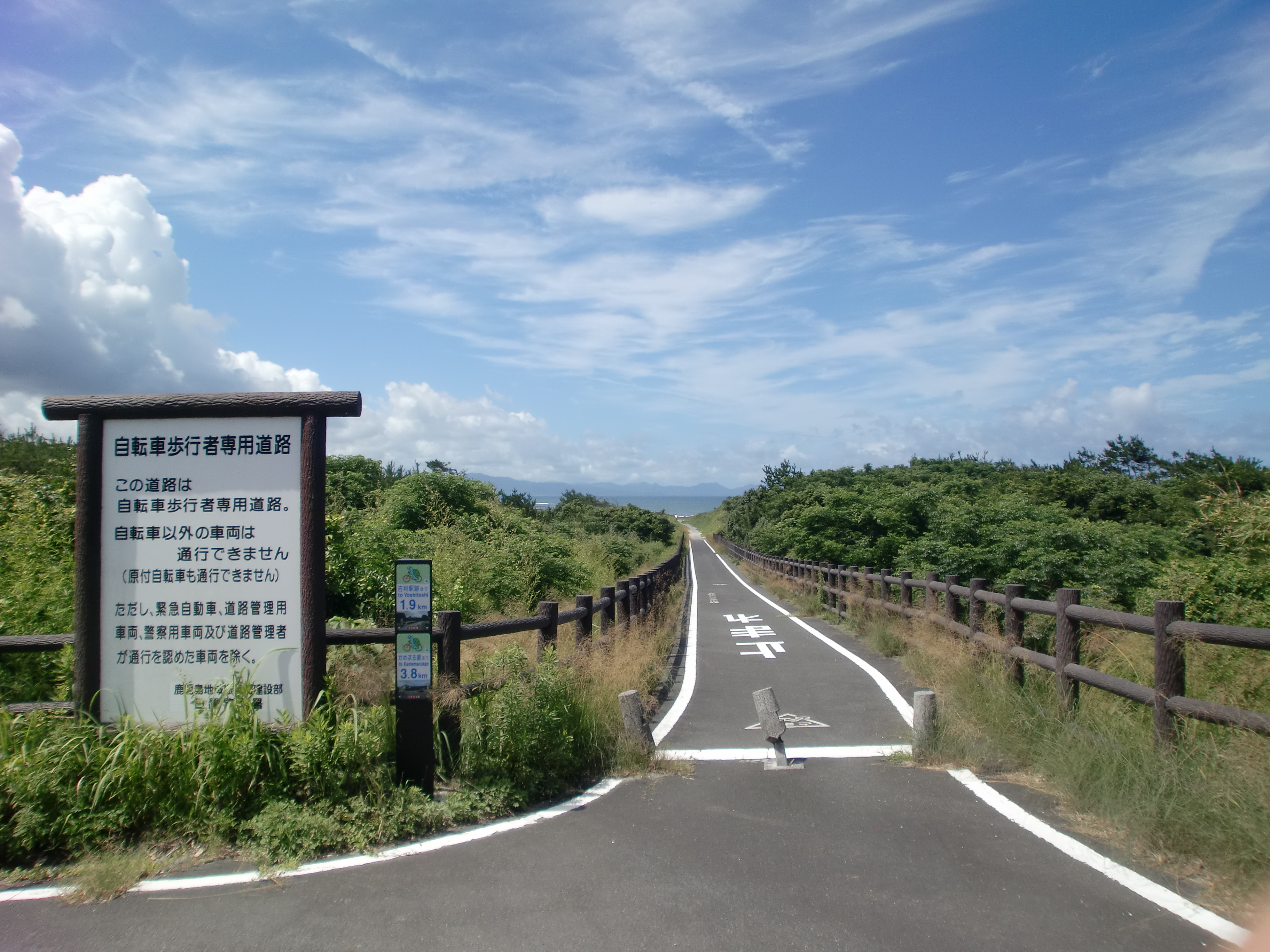
加世田日吉自転車道線（日置市）

自転車道は以下の2路線が指定されており、路線番号は主要地方道や一般県道とは異なり、自転車道独自に振り当てられている。
- 1 - 東串良吾平自転車道線（1979年4月2日認定[18]）
- 2 - 加世田日吉自転車道線（吹上浜砂丘自転車道、1988年3月28日認定[35]）